# Moyeuvre-Grande
Pour l’article homonyme, voir Moyeuvre-Petite.
Moyeuvre-Grande [mwajœvʁ ɡʁɑ̃d] est une commune française située à la confluence de l’Orne et du Conroy, en Moselle.
Ses habitants sont appelés les Moyeuvriens ou les Modoveriens.

## Géographie
La ville est constituée de deux entités géographiquement distinctes : 
- la ville essentiellement en fond de vallée
- Froidcul (aussi appelé Sainte-Ségolène, ce qui est une erreur car c'est en fait le nom de l'église) sur le plateau.

Dépassant 15 000 habitants durant les années 1960, la commune de Moyeuvre-Grande compte désormais moins de 8 000 habitants à la suite de la crise de la sidérurgie lorraine.
Les coteaux et les plateaux environnants constituent un important cadre naturel pour la commune sur laquelle s’étend un massif forestier important (forêt domaniale de Moyeuvre).
Altitude : Moyeuvre-centre 175 m ; Froidcul 304 m.

### Accès et transports

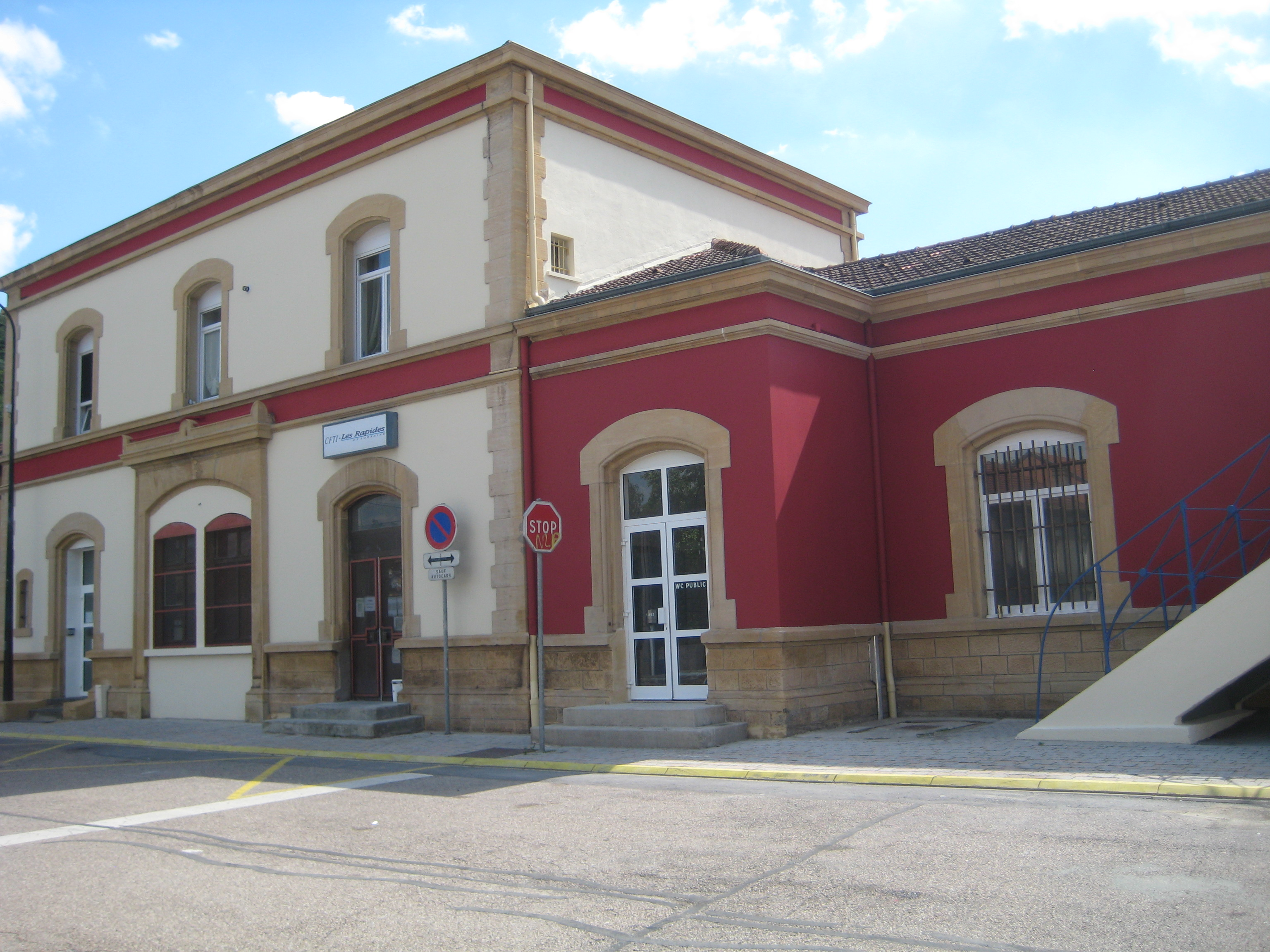
Gare de Moyeuvre-Grande.

### Communes limitrophes
| Avril Meurthe-et-Moselle        | Moyeuvre-Petite     | Ranguevaux        |
| Val de Briey Meurthe-et-Moselle | Moyeuvre-Grande     | Rosselange Rombas |
| Jœuf Meurthe-et-Moselle         | Montois-la-Montagne | Amnéville         |

### Hydrographie

#### Réseau hydrographique
La commune est située dans le bassin versant du Rhin au sein du bassin Rhin-Meuse. Elle est drainée par l'Orne et le ruisseau le Conroy.
L'Orne, d'une longueur totale de 85,7 km, prend sa source dans la commune de Ornes et se jette  dans la Moselle à Richemont, après avoir traversé 37 communes.
Le Conroy, d'une longueur totale de 20,9 km, prend sa source dans la commune de Boulange et se jette  dans l'Orne sur la commune, après avoir traversé sept communes.

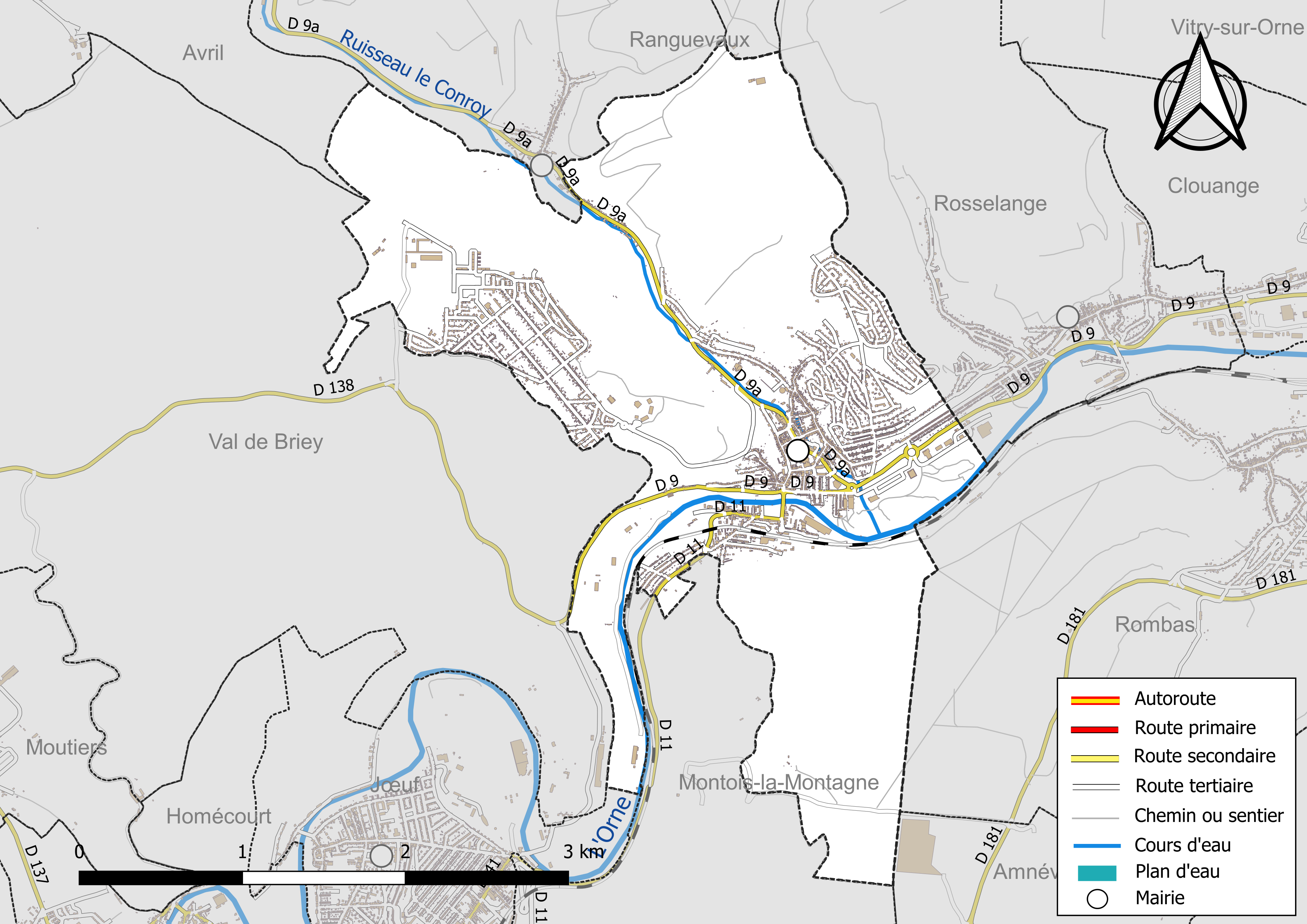
Réseaux hydrographique et routier de Moyeuvre-Grande.

#### Gestion et qualité des eaux
Le territoire communal est couvert par le schéma d'aménagement et de gestion des eaux (SAGE) « Bassin ferrifère ». Ce document de planification, dont le territoire correspond aux anciennes galeries des mines de fer, des aquifères et des bassins versants associés, d'une superficie de 2 418 km2, a été approuvé le 27 mars 2015. La structure porteuse de l'élaboration et de la mise en œuvre est la région Grand Est. Il définit sur son territoire les objectifs généraux d’utilisation, de mise en valeur et de protection quantitative et qualitative des ressources en eau superficielle et souterraine, en respect des objectifs de qualité définis dans le SDAGE  du Bassin Rhin-Meuse.
La qualité de l'Orne et du ruisseau le Conroy peut être consultée sur un site dédié géré par les agences de l’eau et l’Agence française pour la biodiversité.

### Climat
Pour des articles plus généraux, voir Climat du Grand Est et Climat de la Moselle.
En 2010, le climat de la commune est de type climat des marges montargnardes, selon une étude du Centre national de la recherche scientifique s'appuyant sur une série de données couvrant la période 1971-2000. En 2020, Météo-France publie une typologie des climats de la France métropolitaine dans laquelle la commune est exposée à un climat semi-continental et est dans la région climatique  Lorraine, plateau de Langres, Morvan, caractérisée par un hiver rude (1,5 °C), des vents modérés et des brouillards fréquents en automne et hiver.
Pour la période 1971-2000, la température annuelle moyenne est de 9,4 °C, avec une amplitude thermique annuelle de 16 °C. Le cumul annuel moyen de précipitations est de 792 mm, avec 12,1 jours de précipitations en janvier et 9,4 jours en juillet. Pour la période 1991-2020, la température moyenne annuelle observée sur la station météorologique de Météo-France la plus proche, « Malancourt », sur la commune d'Amnéville à 7 km à vol d'oiseau, est de 10,2 °C et le cumul annuel moyen de précipitations est de 884,1 mm. 
La température maximale relevée sur cette station est de 39,3 °C, atteinte le 25 juillet 2019 ; la température minimale est de −17,9 °C, atteinte le 5 janvier 1985,,.
| Mois                                  | jan.             | fév.             | mars           | avril           | mai             | juin            | jui.           | août           | sep.           | oct.            | nov.             | déc.             | année      |
| ------------------------------------- | ---------------- | ---------------- | -------------- | --------------- | --------------- | --------------- | -------------- | -------------- | -------------- | --------------- | ---------------- | ---------------- | ---------- |
| Température minimale moyenne (°C)     | −0,4             | −0,3             | 2,2            | 4,9             | 8,5             | 11,5            | 13,6           | 13,4           | 10,2           | 7,1             | 3,2              | 0,6              | 6,2        |
| Température moyenne (°C)              | 1,8              | 2,7              | 6,3            | 10              | 13,7            | 16,9            | 18,9           | 18,7           | 14,8           | 10,4            | 5,7              | 2,6              | 10,2       |
| Température maximale moyenne (°C)     | 4,1              | 5,8              | 10,4           | 15              | 18,8            | 22,2            | 24,3           | 24             | 19,4           | 13,8            | 8,1              | 4,6              | 14,2       |
| Record de froid (°C) date du record   | −17,9 05.01.1985 | −15,6 07.02.1991 | −14,6 01.03.05 | −6,1 12.04.1986 | −1,4 06.05.1979 | −0,1 05.06.1991 | 2,9 22.07.1980 | 2,9 24.08.1980 | 1,3 07.09.1985 | −3,4 24.10.03   | −10,8 23.11.1998 | −15,5 03.12.1973 | −17,9 1985 |
| Record de chaleur (°C) date du record | 15,2 05.01.1999  | 20,9 27.02.19    | 25,6 31.03.21  | 27,9 21.04.18   | 32,4 28.05.17   | 35,4 26.06.19   | 39,3 25.07.19  | 38,2 08.08.03  | 33,1 15.09.20  | 26,2 10.10.1979 | 21,1 02.11.20    | 15,6 17.12.15    | 39,3 2019  |
| Précipitations (mm)                   | 85,9             | 70,2             | 67,5           | 52,6            | 67,9            | 68,4            | 70,7           | 69,5           | 69,6           | 79,7            | 81,7             | 100,4            | 884,1      |

| Diagramme climatique                                  |             |             |           |             |              |              |            |              |             |            |             |
| J                                                     | F           | M           | A         | M           | J            | J            | A          | S            | O           | N          | D           |
| 4,1−0,485,9                                           | 5,8−0,370,2 | 10,42,267,5 | 154,952,6 | 18,88,567,9 | 22,211,568,4 | 24,313,670,7 | 2413,469,5 | 19,410,269,6 | 13,87,179,7 | 8,13,281,7 | 4,60,6100,4 |
| Moyennes : • Temp. maxi et mini °C • Précipitation mm |             |             |           |             |              |              |            |              |             |            |             |

Les paramètres climatiques de la commune ont été estimés pour le milieu du siècle (2041-2070) selon différents scénarios d'émission de gaz à effet de serre à partir des nouvelles projections climatiques de référence DRIAS-2020. Ils sont consultables sur un site dédié publié par Météo-France en novembre 2022.

## Urbanisme

### Typologie
Au 1er janvier 2024, Moyeuvre-Grande est catégorisée ceinture urbaine, selon la nouvelle grille communale de densité à sept niveaux définie par l'Insee en 2022.
Elle appartient à l'unité urbaine de Metz, une agglomération intra-départementale regroupant 42  communes, dont elle est une commune de la banlieue,,. Par ailleurs la commune fait partie de l'aire d'attraction de Luxembourg (partie française), dont elle est une commune de la couronne,. Cette aire, qui regroupe 115 communes, est catégorisée dans les aires de 700 000 habitants ou plus (hors Paris),.

### Occupation des sols
L'occupation des sols de la commune, telle qu'elle ressort de la base de données européenne d’occupation biophysique des sols Corine Land Cover (CLC), est marquée par l'importance des territoires artificialisés (45,5 % en 2018), en augmentation par rapport à 1990 (37,1 %). La répartition détaillée en 2018 est la suivante : 
forêts (44,8 %), zones urbanisées (27,4 %), zones industrielles ou commerciales et réseaux de communication (9,5 %), mines, décharges et chantiers (8,7 %), terres arables (7,1 %), cultures permanentes (2,6 %). L'évolution de l’occupation des sols de la commune et de ses infrastructures peut être observée sur les différentes représentations cartographiques du territoire : la carte de Cassini (XVIIIe siècle), la carte d'état-major (1820-1866) et les cartes ou photos aériennes de l'IGN pour la période actuelle (1950 à aujourd'hui).

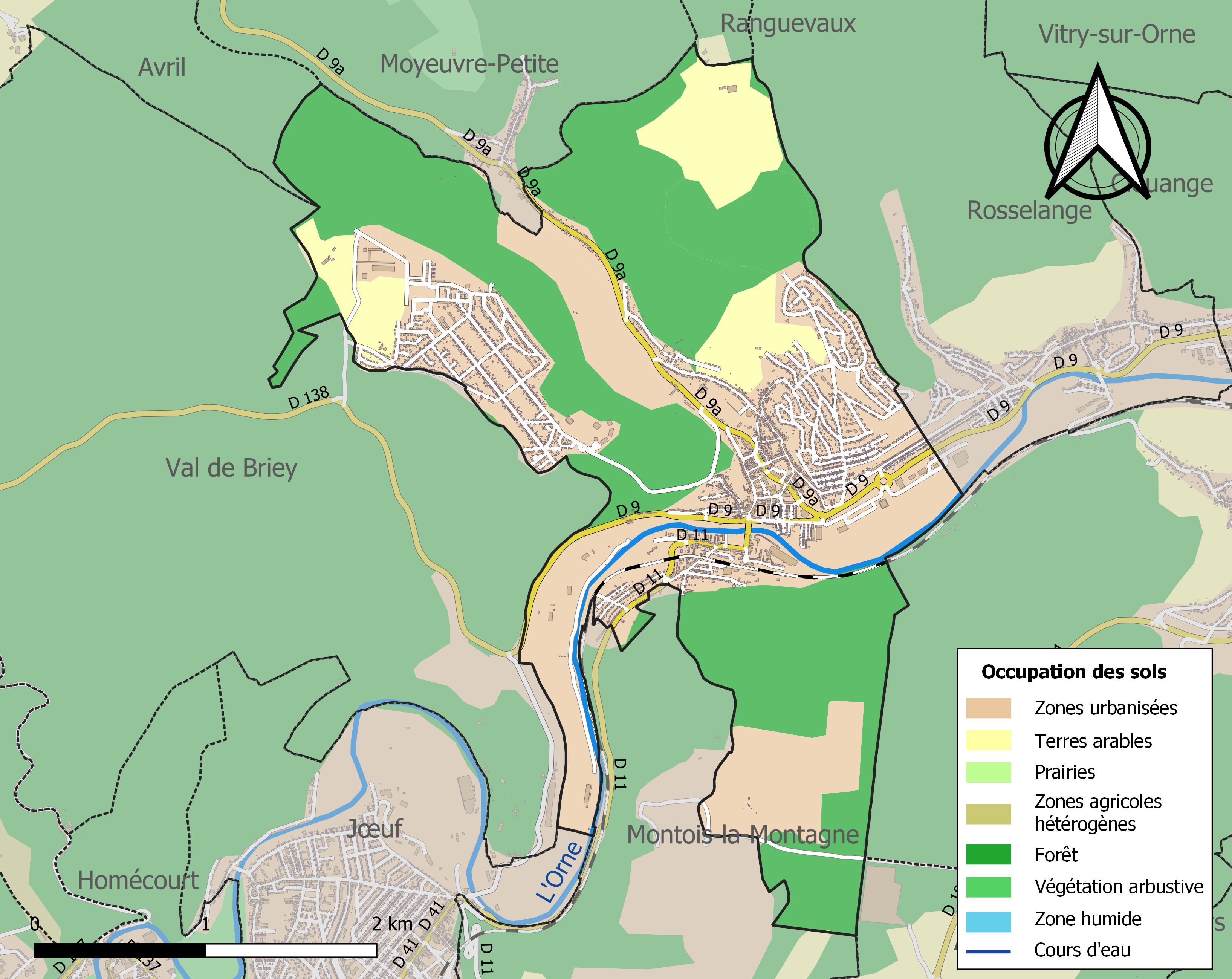
Carte des infrastructures et de l'occupation des sols de la commune en 2018 (CLC).

## Toponymie
- Anciens noms et orthographe de Moyeuvre-Grande[18],[19] : – Modover (871) ; – Moebrium (Xe siècle) ; – Moeuvre (1251) ; - Moweurs (1277) ; – Moieuvres (1279) ; – Moyouvre (1290) ; – La Grande-Moyeuvre (1321) ; – Moeuvre-la-Grande (1329) ; – Moieuvre (1335) ; – Moieubre (1360) ; – Moiewre (1513) ; – Moyeuvre-aux-Bois (1635) ; – Moyeuvre-la-Grande (1779) ; – Großmoyeuvre (1871) ; – Großmövern (1915) ; – Moevern et Mövern (1940) ; – Moyeuvre-Grande (1944).
- Issu probablement de *Medio -briga, colline centrale[20].
- Henri d'Arbois de Jubainville voit le gaulois mogos (qui veut dire grand) ce que réfute Hermann Gröhler[21], jugeant les attestations anciennes trop tardives pour remonter au gaulois.
- Grooss-Moderen[22] et Grous-Moder en francique lorrain. Moyeuf en lorrain roman.

## Histoire

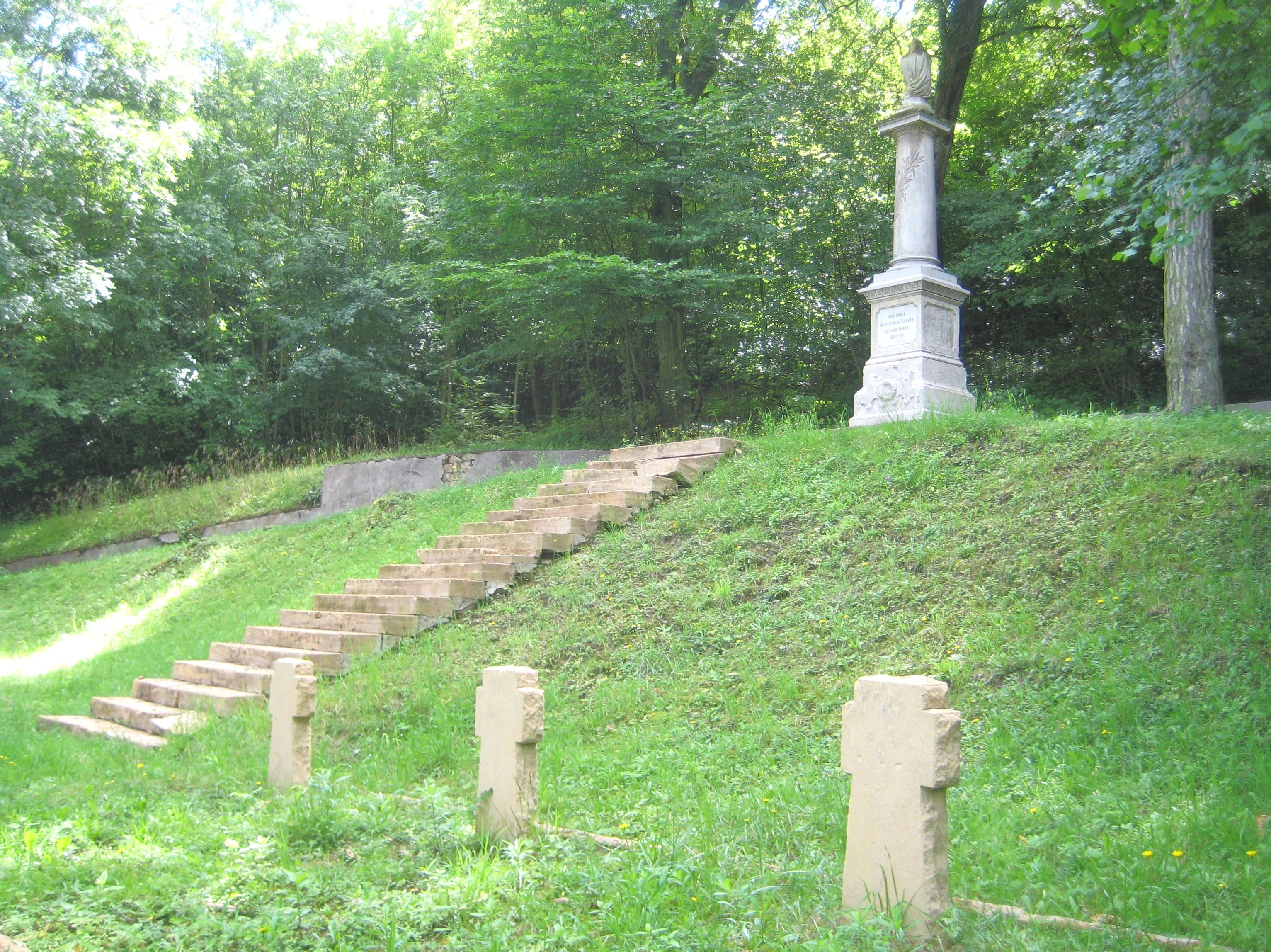
Cimetière allemand de la guerre 1870-1871 sépulture de 46 Prussiens.

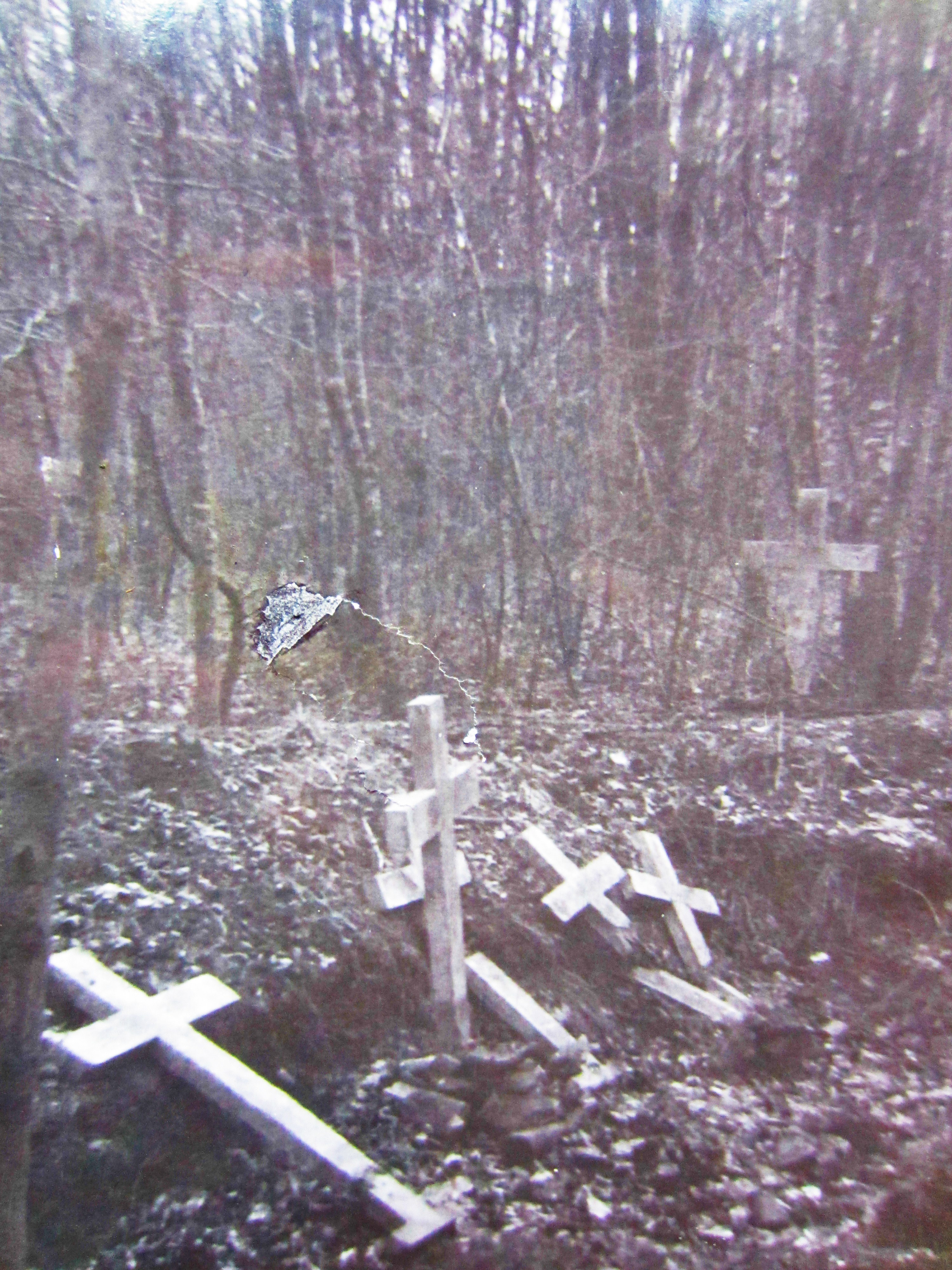
Tombes de l'ancien « camp russe » dans la forêt de Moyeuvre.

Village du duché de Bar cité en 871 dans une charte de l’abbaye de Gorze. De 1285 à 1560, les comtes puis ducs de Bar y possédaient des forges. L’origine des forges remonte au XIIIe siècle. Cité industrielle dès le XVIIe siècle. Propriétaires des forges : Gauvin de Germiny, Fabert en 1624, Bourdelois en 1729 et de Wendel en 1811.
Le village est incendié par les Messins en 1345 et 1429 et détruit pendant la guerre de Trente Ans.
En 1817, Moyeuvre, « village de l’ancienne province du Barrois au confluent de l’Orne et du Conroy » avait pour annexes le village de Moyeuvre-Petite, les trois fermes de Froidcul, les fermes de Corba et Tréhèmont et le moulin de la Frapouille. À cette époque, le village comptait 1 165 habitants répartis dans 185 maisons.
À l'instar des autres communes de l'actuelle Moselle, Moyeuvre-Grande est annexée à l’Empire allemand de 1871 à 1918. Moyeuvre-Grande devient Großmoyeuvre, puis Großmövern. À cette époque, Moyeuvre-Grande est un bourg frontalier, à la limite de l'Allemagne et de la France, proche de Jœuf qui, restée française, est devenue meurthe-et-mosellane.
Lorsque la Première Guerre mondiale éclate, les soldats mosellans sont naturellement incorporés dans l'armée allemande. Pour éviter les désertions, de nombreux soldats sont envoyés sur le front russe. Les Mosellans accueillent avec joie la fin des hostilités et la paix retrouvée. En 1918, Großmoyeuvre redevient Moyeuvre-Grande.
La Seconde Guerre mondiale et le drame de l'Annexion marqueront longtemps les esprits. Le 1er décembre 1940, les cantons de Moyeuvre-Grande (en allemand Großmövern) et de Mondelange (Mondelingen) de l'arrondissement de Thionville (Diedenhofen) sont rattachés à l'arrondissement de Metz-Campagne. La commune, administrativement rattachée au Gau Westmark, sera libérée dès le 6 septembre 1944, échappant ainsi aux derniers bombardements américains.

### Une histoire de fer

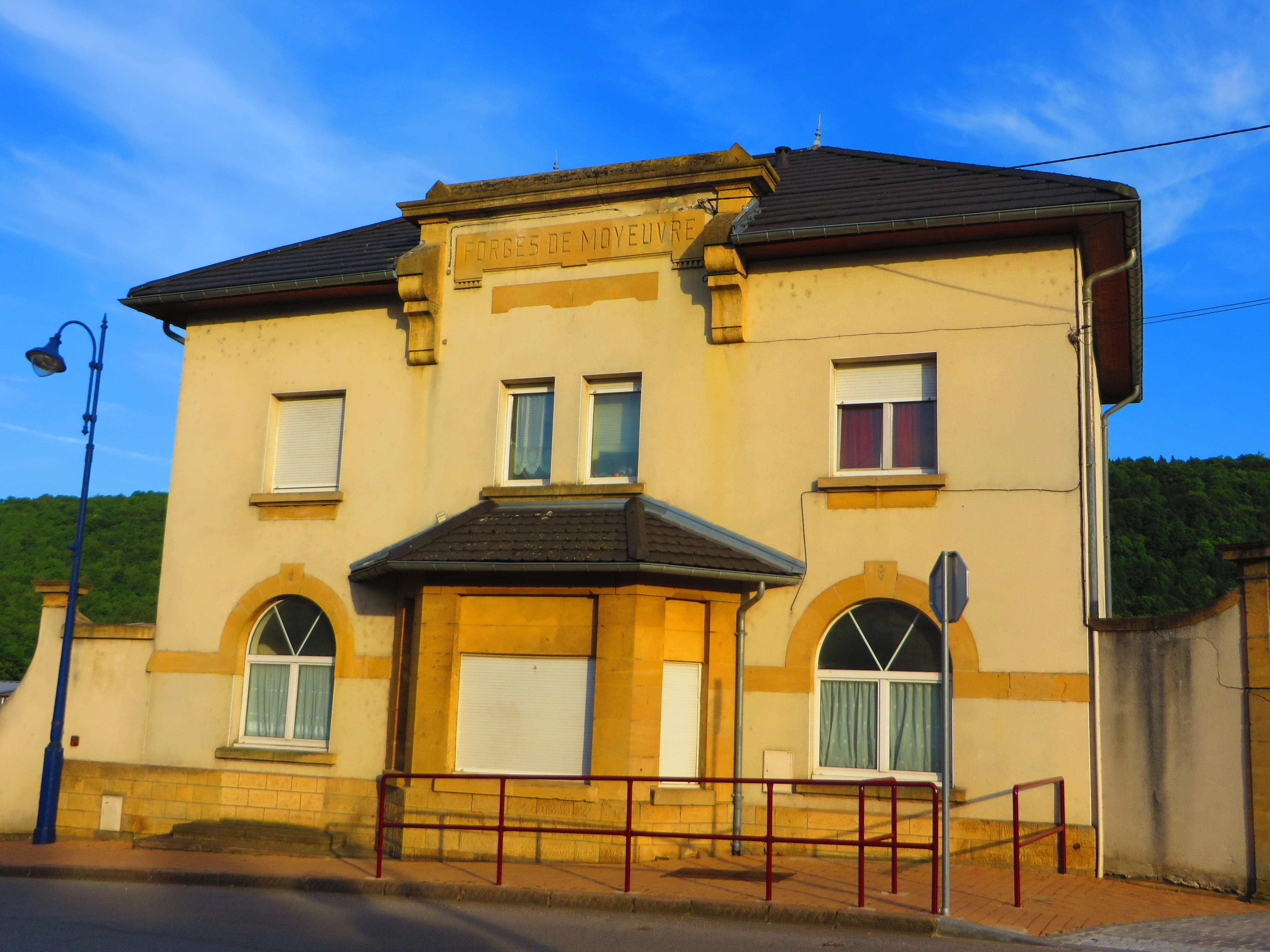
Les forges.

Depuis de nombreux siècles le travail du fer a donné de l’ouvrage aux habitants de la vallée de l’Orne. Des traces d’activité métallurgique datant des époques romaines et mérovingiennes ont été mises en évidence dans la contrée.
En 1323, le comte Édouard Ier de Bar fait construire, près de la confluence de l’Orne et du Conroy, une forge hydraulique, la plus ancienne forge de ce type connue de la France actuelle. Au XVIIe siècle, la forge de Moyeuvre est la plus importante d’Europe.
La sidérurgie Lorraine était en plein essor dans la seconde moitié du XVIe siècle. La forge de Moyeuvre, située dans le duché de Lorraine et de Bar, entre Metz et Thionville, était le fleuron tant au niveau quantitatif que qualitatif. Cette forge ducale très mal connue témoigne de la croissance de l’industrie du fer à l’époque prémoderne. La forge de Moyeuvre tire probablement son origine de la première forge hydraulique construite en Lorraine vers 1324. Elle illustre le développement de la productivité de l’appareil réducteur. Vers 1564/1566, elle produisait plus de 150 tonnes par an. En 1599, la production annuelle monta à 500 tonnes environ : chiffre inégalé en Europe à cette époque. En même temps, les produits se diversifiaient : fer forgé, fer fendu ou fonte. L’établissement, propriété du duc de Lorraine, était confié au début à des agents ducaux, puis à des amodiateurs, parfois appelés marchands-maîtres de forges qui se procuraient les fonds, les matières premières et les débouchés, et géraient en totalité l’exploitation. Un personnage important de la commune est Louis de Bettainvillers, prototype du maître de forge jusqu’au seuil du XIXe siècle, grand entrepreneur, intégré au cadre seigneurial de l’exploitation, qui parvient à entrer dans l’aristocratie en acquérant des terres, des offices et des lettres de noblesse[réf. souhaitée].
C’est en 1811 que François de Wendel les rachète. Sept hauts-fourneaux sont successivement mis à feu à l’usine de Moyeuvre à la fin du XIXe siècle, puis un huitième en 1901 et le 8 bis en 1921. Il n’est fait que très rarement mention du haut-fourneau no 4 dont la durée de vie a été très courte (1879-1893/94). En 1927, huit hauts-fourneaux sont en activité. Le HF2, arrêté pour reconstruction en novembre 1935, ne sera pas reconstruit. Le HF6 est arrêté en 1944[réf. souhaitée].
En 1956, les six hauts-fourneaux en activité produisent 425 000 tonnes de fonte. Ces hauts-fourneaux vont connaître des réfections successives que les archives nous permettent de bien cerner. Le HF5 est arrêté en décembre 1957, puis le HF8 en octobre 1963. Les années 1968-1969 marquent l’arrêt des derniers hauts-fourneaux[réf. souhaitée].

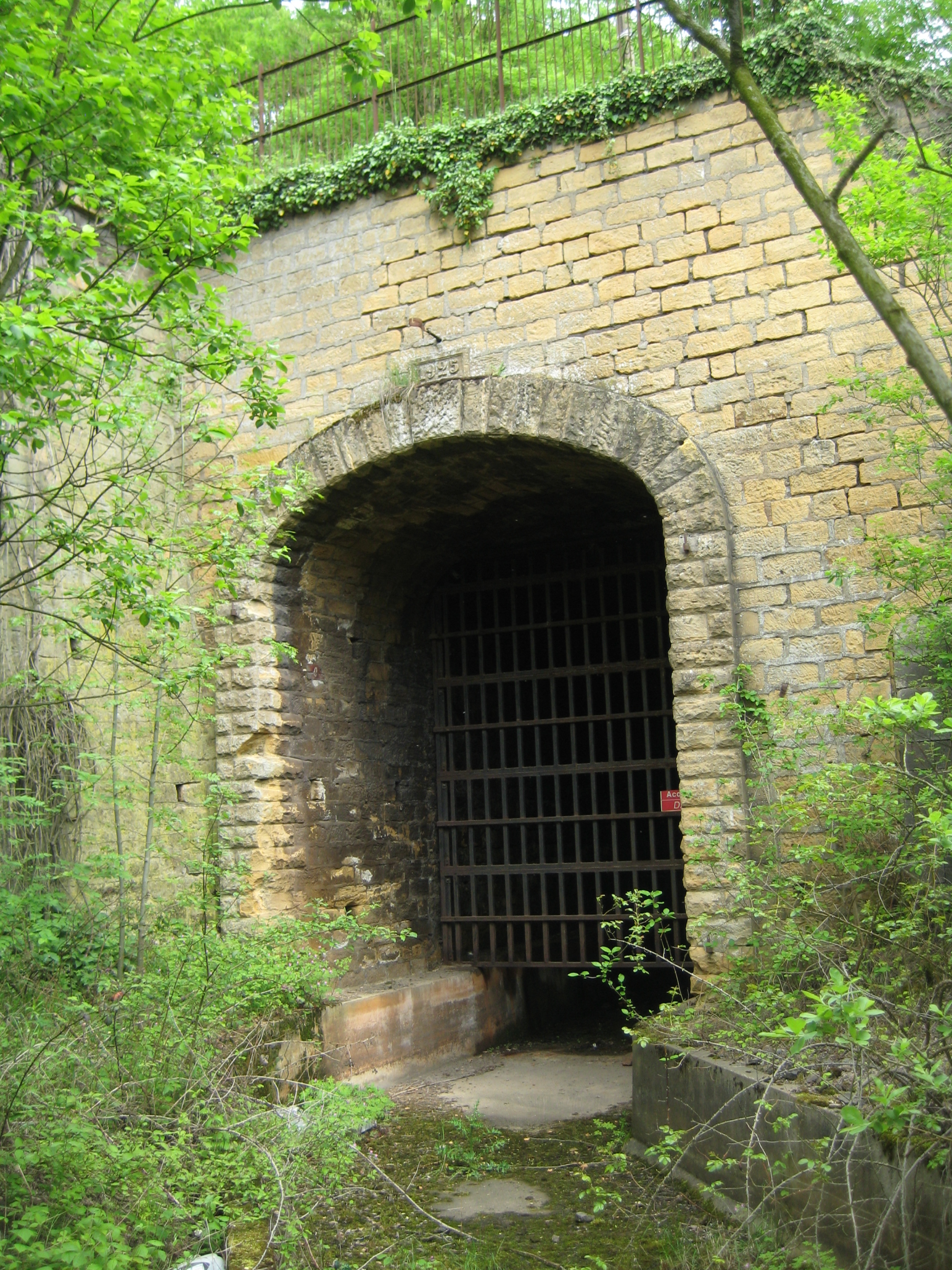
Déversoir des eaux d’exhaure.
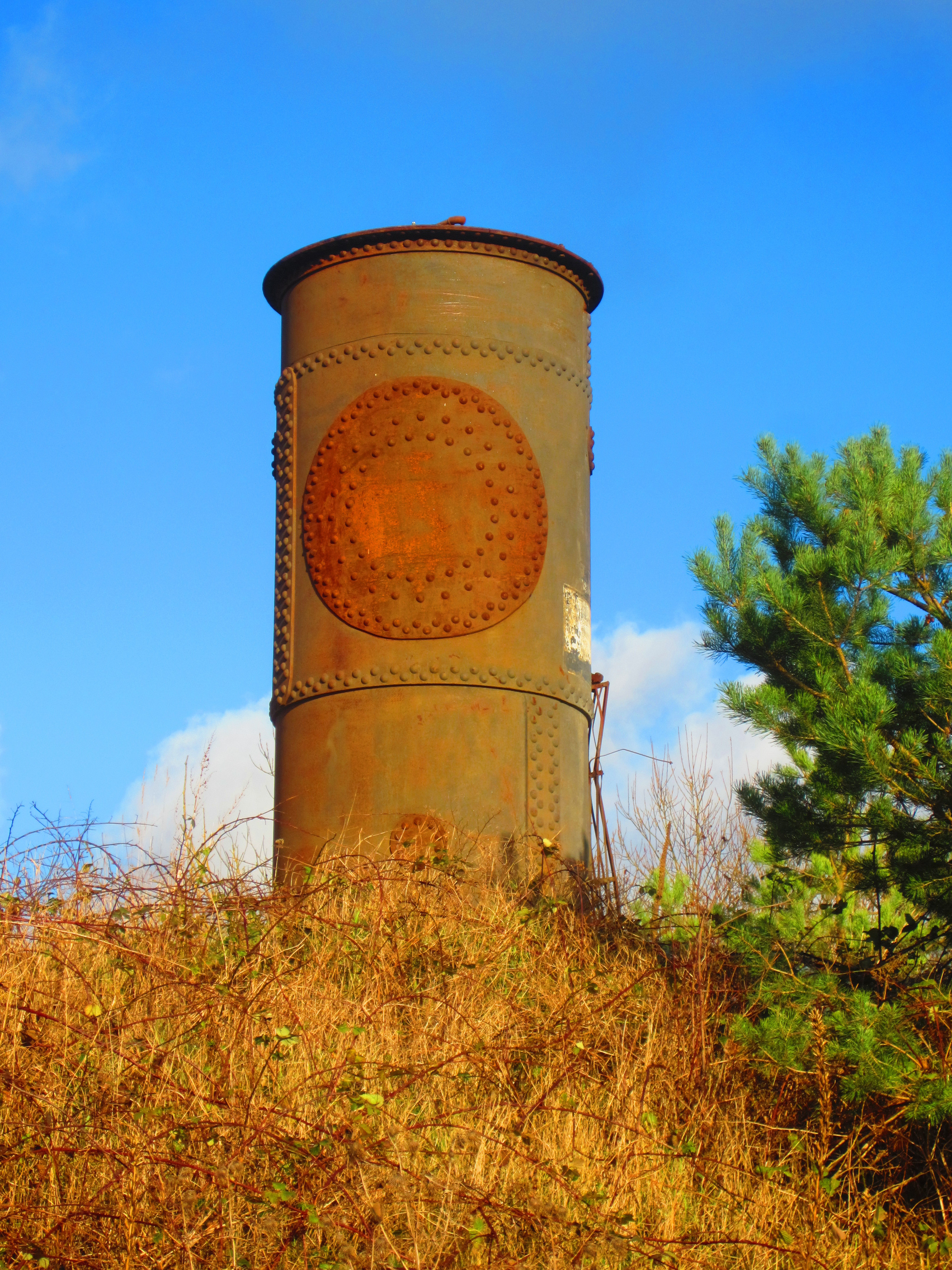
Cuve de l'ancienne usine.
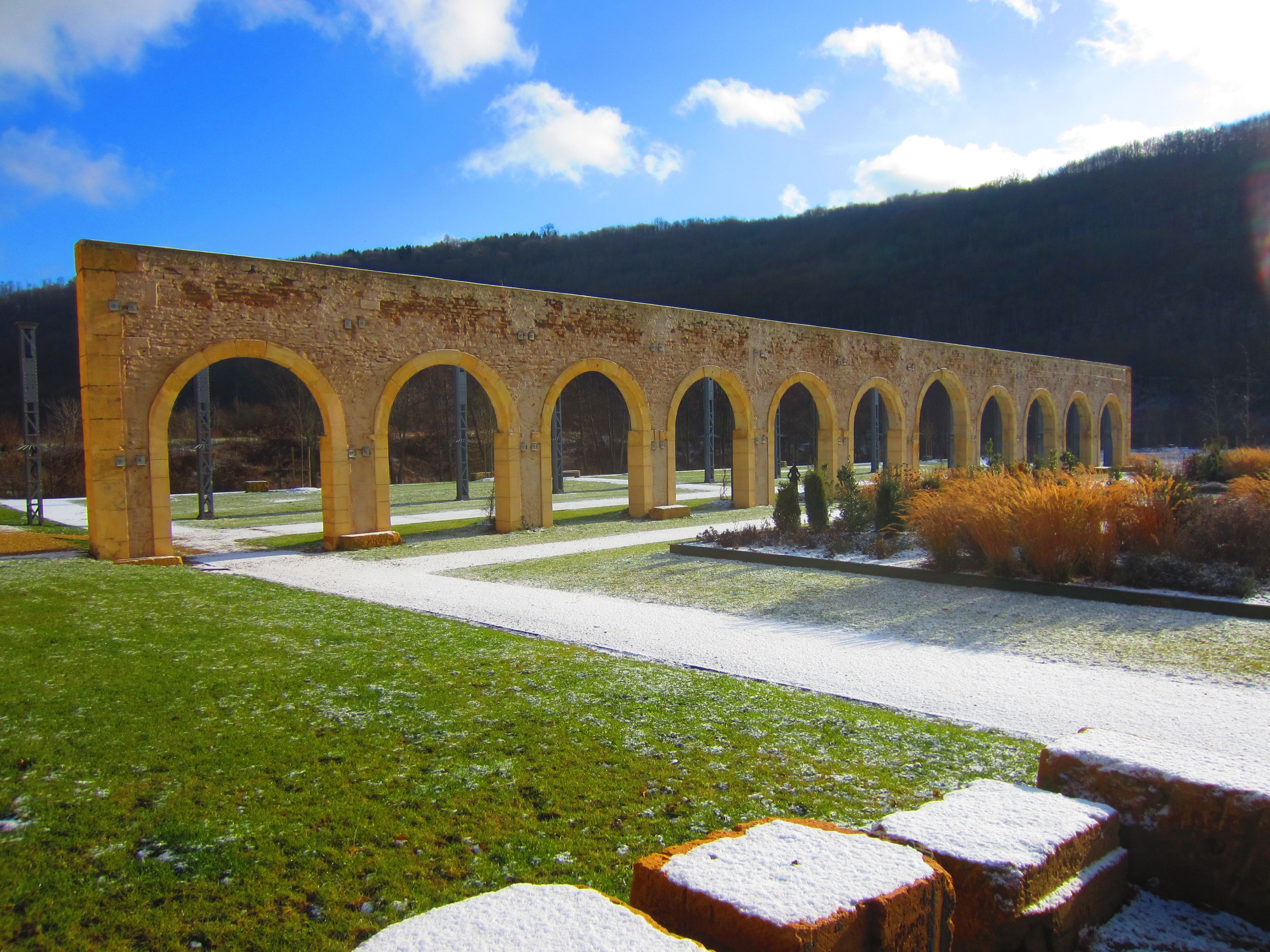
« Jardins de l'atelier ».

### Mines

#### Mine de Moyeuvre
- 1565 : ouverture par le mineur Barbas et son équipe sur le versant sud du Tréhémont.
- 1633 à 1660 : fermeture due à la guerre de Trente ans.
- 1660 à 1811 : faillite des repreneurs due à de mauvaises méthodes d’exploitation.
- 1811 : achat par François de Wendel.
- 1875 : Mort de Mathias Lorsong, mineur de fond âgé de 14 ans, écrasé par un wagonnet tiré par de chevaux;
- 1883 : mort par asphyxie de 15 mineurs due aux émanations de benzol de la locomotive qui les menait au fond.
- 1895 : fusion de Moyeuvre-Grande et Froidcul
- 1905 : les chevaux sont remplacés par les machines.
- 1914 : la guerre et le départ des Italiens font baisser la production.
- 1916 : les prisonniers russes sont utilisés comme main d’œuvre.
- 1919 à 1921 : de nombreux immigrés italiens et polonais sont embauchés.
- 1923 : fusion de Moyeuvre-Grande et Moyeuvre-Petite et devient de Wendel
- 1936 : nombreux licenciements dus à la crise économique.
- 1940 : les Allemands reprennent la mine.
- 1941 : Hermann Göring en devient propriétaire.
- 1942 : les prisonniers russes sont utilisés comme main-d’œuvre.
- 1944 : de Wendel récupère la mine après le départ des Allemands.
- 1968 : devient Société Wendel-Sidélor.
- 1968 : travaux sur le site du Pérotin.
- 1969 : fusion de Moyeuvre et Jœuf.
- 1969 : ouverture du carreau du Pérotin.
- 1974 : devient Société Sacilor.
- 1978 : devient Lormines.
- 1993 : arrêt de l’exploitation.
- 1995 : fermeture définitive.

Entrées de mine de Moyeuvre-Grande
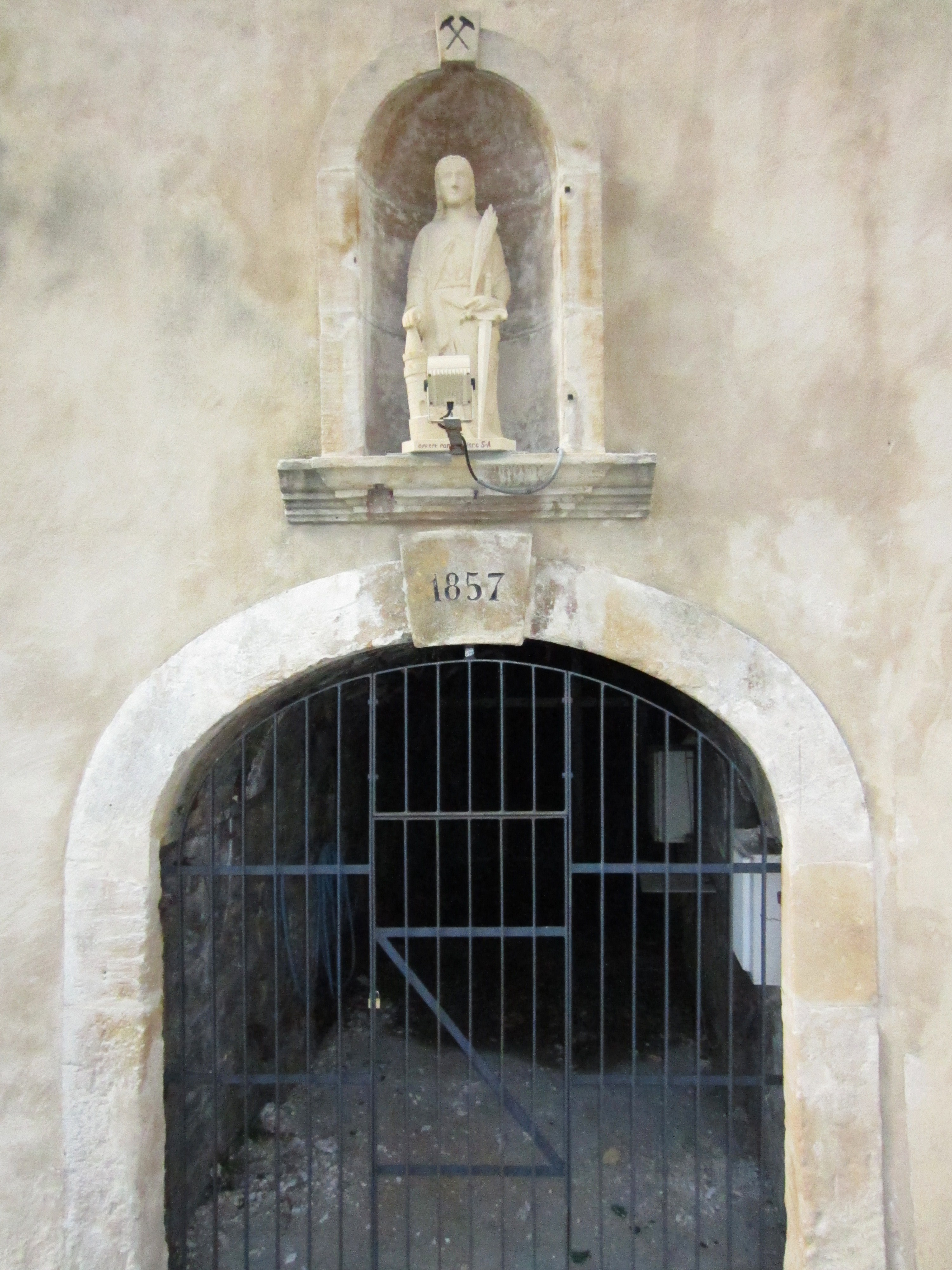
Entrée de mine galerie d'Hayange (1857).
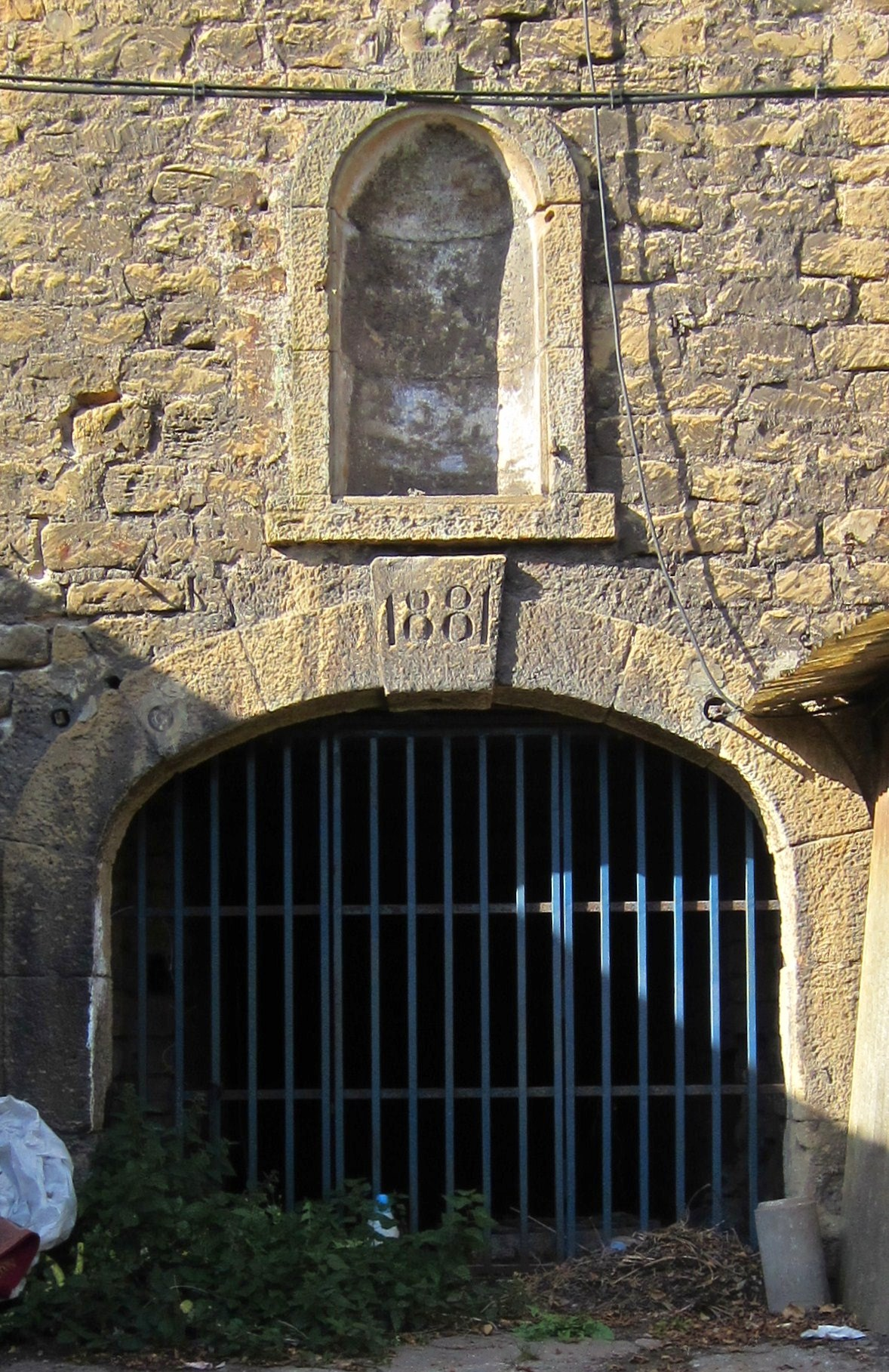
Entrée de mine Franchepré 1.
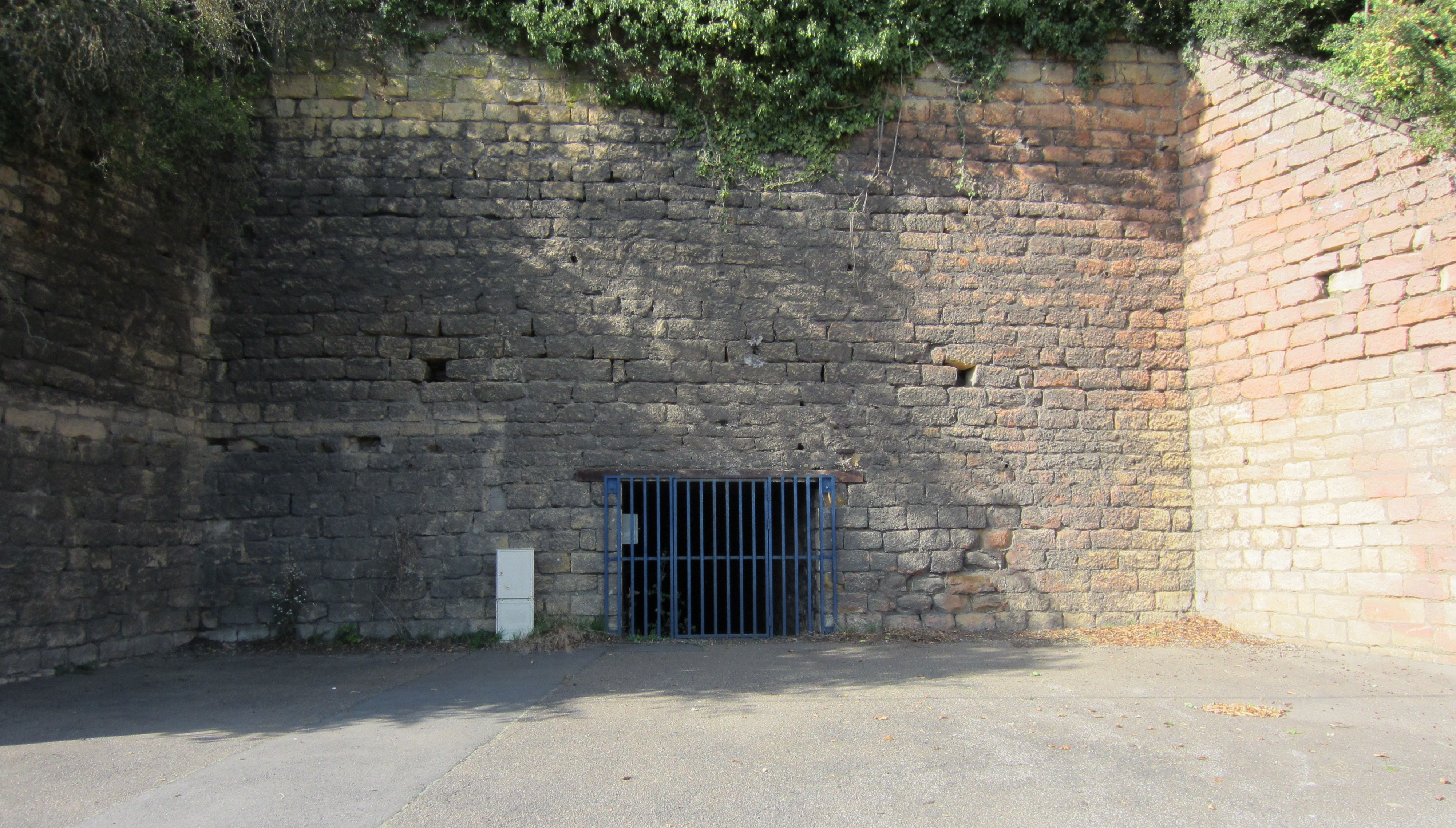
Entrée de mine Franchepré 2.
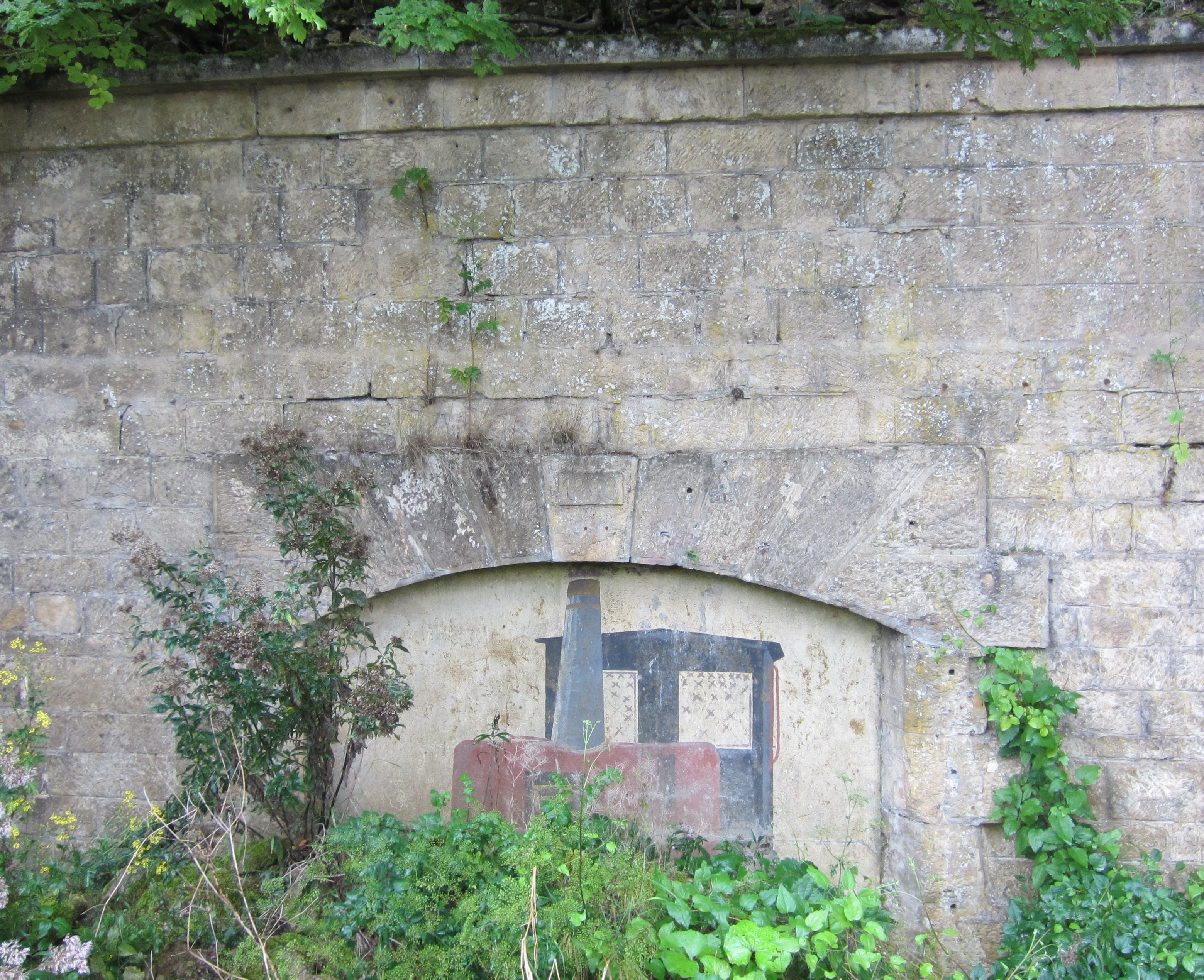
Entrée de mine Orne.
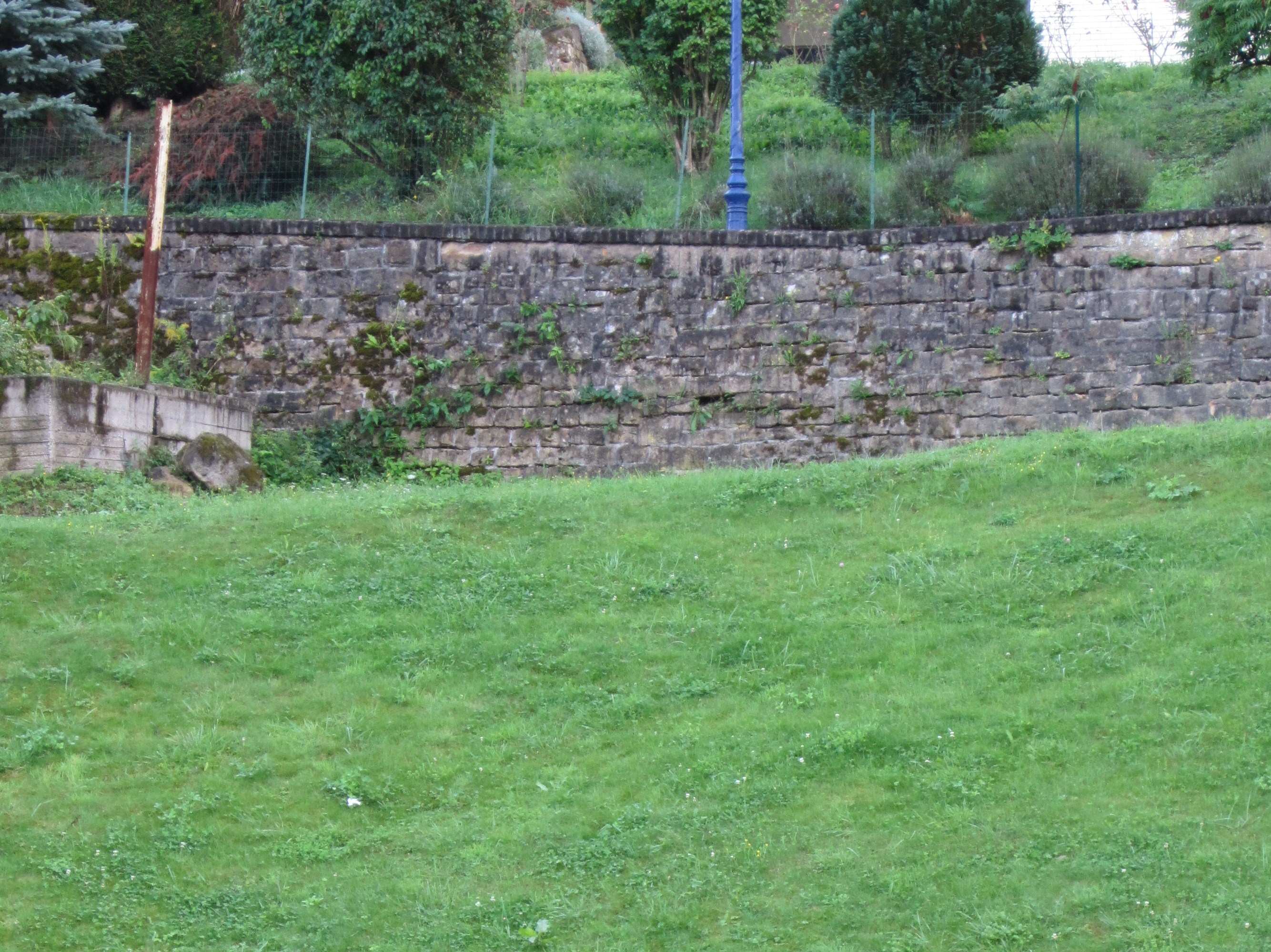
Ancienne entrée de mine Lorraine.
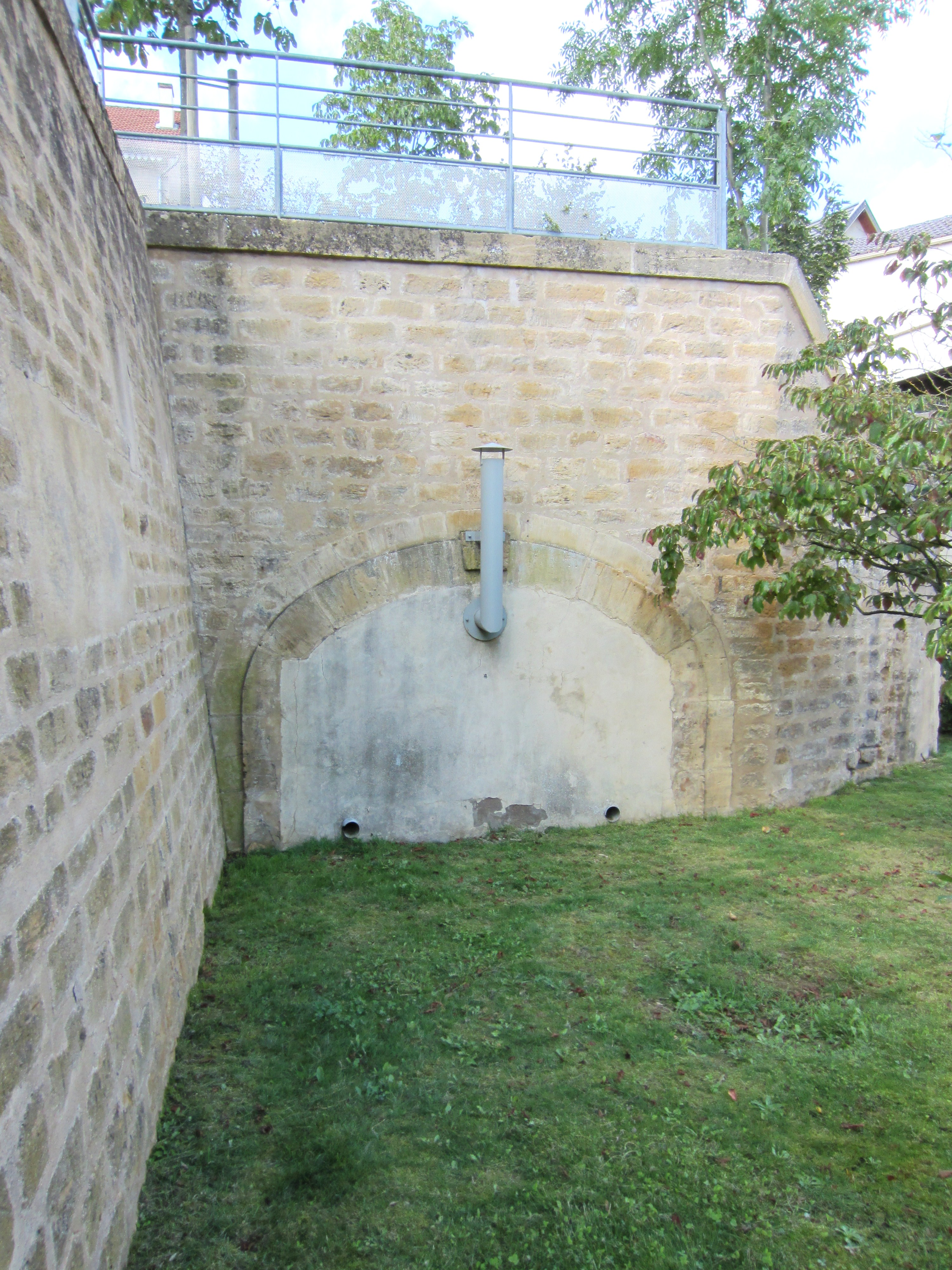
Entrée de mine Moyeuvre 1.
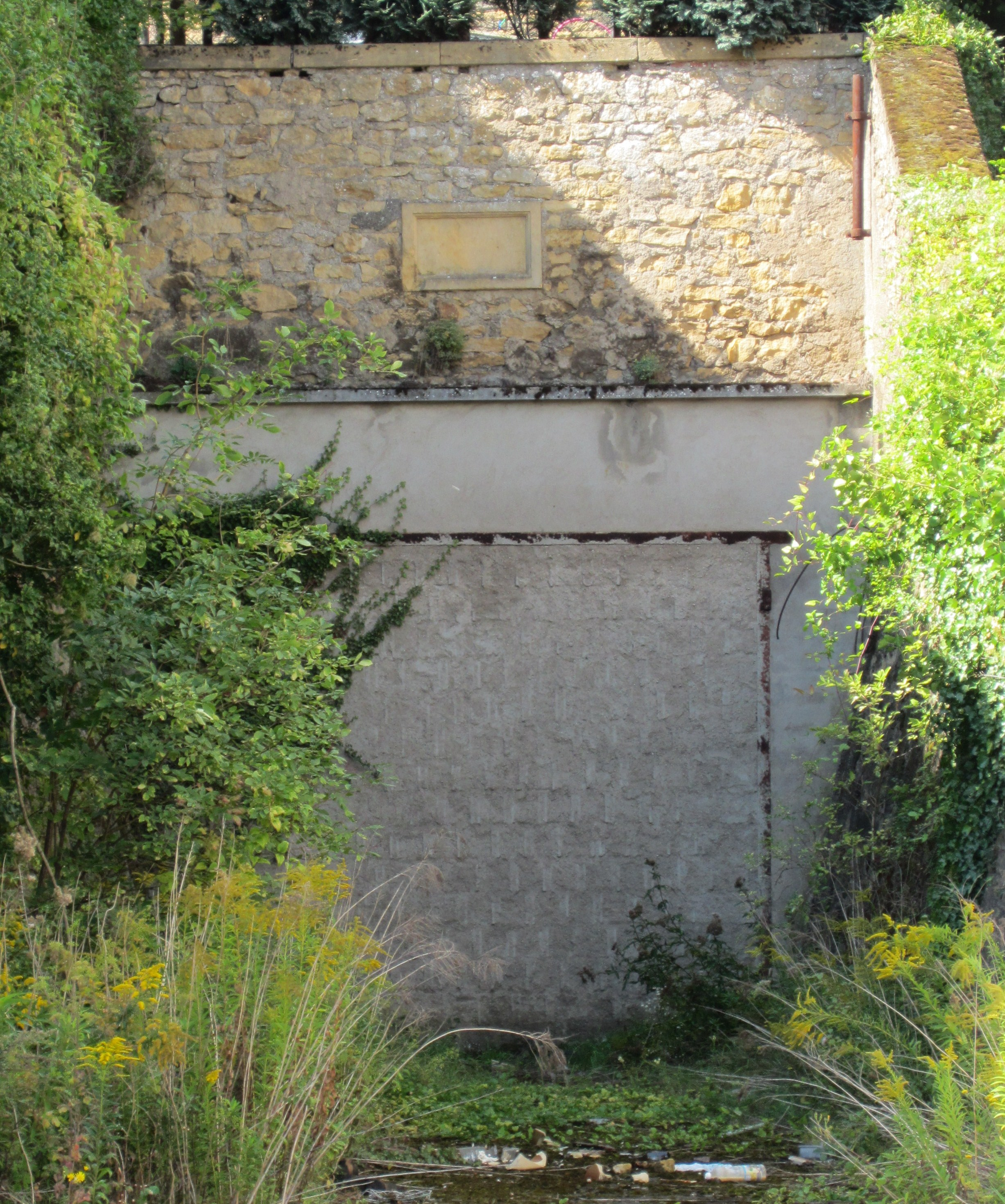
Entrée de mine Moyeuvre 2.

## Politique et administration

### Rattachements administratifs et électoraux
Moyeuvre-Grande appartient à l'arrondissement de Thionville et au canton d'Hayange depuis 2015. Avant le redécoupage cantonal de 2014, la commune était le chef-lieu du canton de Moyeuvre-Grande.
Pour l'élection des députés, la commune fait partie de la huitième circonscription de la Moselle, représentée depuis juin 2017 par Brahim Hammouche (MoDem). Auparavant, elle a successivement appartenu à la circonscription de Thionville-Ouest (1928-1940), la 3e circonscription (1958-1986) et la 10e circonscription (1988-2012).
Durant la période d'annexion de la Moselle par l'Empire allemand (1871-1919), Moyeuvre-Grande appartenait au Landtag d'Alsace-Lorraine (circonscription d'Hayange - Moyeuvre-Grande) et au Bezirkstag de Lorraine (district de Lorraine).
Sur le plan des institutions judiciaires, la commune relève du tribunal judiciaire (qui a remplacé le tribunal d'instance et le tribunal de grande instance le 1er janvier 2020), du tribunal pour enfants, du conseil de prud’hommes et de la chambre de commerce du tribunal judiciaire de Thionville, de la cour d’appel de Metz et de la cour administrative d'appel de Nancy.

### Intercommunalité
Depuis le 4 octobre 2000, Moyeuvre-Grande appartient à la communauté de communes du Pays Orne-Moselle (CCPOM).

### Administration municipale
Le nombre d'habitants au dernier recensement étant compris entre 5 000 et 9 999, le nombre de membres du conseil municipal est de 29.

### Liste des maires
À la suite d'une condamnation pénale, le préfet de la Moselle prend le 18 janvier 2021 un arrêté démissionnant d’office Franck Roviero de son mandat de conseiller municipal et par conséquent de ses fonctions de maire. Par une décision du 22 avril 2021, la chambre des appels correctionnels de la cour d'appel de Metz confirme la condamnation judiciaire, qui est par ailleurs modifiée, mais retient que la peine d’inéligibilité était « disproportionnée mais également sans lien avec le mandat ». Franck Roviero peut donc rester maire de la commune.

### Tendances politiques et résultats

#### Élections municipales
- Élections municipales de 2020 (2d tour) : 40,32 % pour Franck Roviero (DVG), 39,44 % pour Camille Rosso (SE), 20,23 % pour Roger Tirlicien[32] (DVG), 46,12 % de participation.
- Élections municipales de 2014 (1er tour) : 100,00 % pour René Drouin (Union de la gauche, PS-PCF-EELV), 39,57 % de participation.
- Élections municipales de 2008 (2d tour) : 53,12 % pour René Drouin (Union de la gauche, PS), 46,88 % pour Gérard Baggio (DVG), 62,00 % de participation.
- Élections municipales de 2001 : données manquantes
- Élections municipales de 1995 : données manquantes
- Élections municipales de 1989 : données manquantes
- Élections municipales partielles de 1988 (2d tour) : 55,27 % pour René Drouin (PS), 33,52 % pour César Depietri (PCF diss.-PS diss.), 11,21 % pour Angel Santaroni (PCF), 64,23 % de participation.
- Élections municipales de 1983 (2d tour) : 46,54 % pour René Drouin (PS), 44,21 % pour César Depietri (PCF), 9,24 % pour Marcel Lamarle (PCF diss.), 79,87 % de participation.

#### Élections cantonales et départementales
- Élections départementales de 2021 (2d tour) : 50,46 % pour le binôme Nathalie Ambrosin-Chinia - Luc Corradi (BC-DVG), 49,54 % pour le binôme Murielle Deiss - Mickaël Lurguie (BC-RN), 23,36 % de participation.
- Élections départementales de 2015 (2d tour) : 58,72 % pour le binôme Nathalie Ambrosin-Chinia - Luc Corradi (BC-SOC), 41,28 % pour le binôme Fabien Engelmann - Marie-Christine Houdin (BC-FN), 39,52 % de participation.
- Élections cantonales de 2008 (2d tour) : 54,23 % pour Franck Roviero (PS), 45,77 % pour Luc Corradi (PCF), 58,66 % de participation.

#### Élections législatives
- Élections législatives de 2022 (2d tour) : -
- Élections législatives de 2017 (2d tour) : 53,60 % pour Brahim Hammouche (MoDem), 46,40 % pour Hervé Hoff (FN), 29,51 % de participation.
- Élections législatives de 2012 (2d tour) : 68,95 % pour Michel Liebgott (PS), 31,05 % pour Fabien Engelmann (FN), 45,89 % de participation.
- Élections législatives de 2007 (2d tour) : 61,92 % pour Michel Liebgott (PS), 38,08 % pour Christine Ferrari (UMP), 50,02 % de participation.
- Élections législatives de 2002 (2d tour) : 60,74 % pour Michel Liebgott (PS), 39,26 % pour Marie-Louise Kuntz (UMP), 45,15 % de participation.

#### Élections présidentielles
- Élection présidentielle de 2022 (2d tour) : -
- Élection présidentielle de 2017 (2d tour) : 51,20 % pour Emmanuel Macron (EM), 48,80 % pour Marine Le Pen (FN), 64,77 % de participation.
- Élection présidentielle de 2012 (2d tour) : 69,54 % pour François Hollande (PS), 30,46 % pour Nicolas Sarkozy (UMP), 72,60 % de participation.
- Élection présidentielle de 2007 (2d tour) : 61,45 % pour Ségolène Royal (PS), 38,55 % pour Nicolas Sarkozy (UMP), 79,63 % de participation.
- Élection présidentielle de 2002 (2d tour) : 75,25 % pour Jacques Chirac (RPR), 24,75 % pour Jean-Marie Le Pen (FN), 75,22 % de participation.
- Élection présidentielle de 1995 (2d tour) : 67,88 % pour Lionel Jospin (PS), 32,12 % pour Jacques Chirac (RPR), 78,38 % de participation.

### Jumelages
- Snodland (Angleterre), ville du Kent en Angleterre.

## Démographie
L'évolution du nombre d'habitants est connue à travers les recensements de la population effectués dans la commune depuis 1692. Pour les communes de moins de 10 000 habitants, une enquête de recensement portant sur toute la population est réalisée tous les cinq ans, les populations de référence des années intermédiaires étant quant à elles estimées par interpolation ou extrapolation. Pour la commune, le premier recensement exhaustif entrant dans le cadre du nouveau dispositif a été réalisé en 2005.

En 2022, la commune comptait 7 320 habitants, en évolution de −6,03 % par rapport à 2016 (Moselle : +0,52 %, France hors Mayotte : +2,11 %).
| 1692 | 1770 | 1793 | 1800  | 1806  | 1807  | 1821  | 1836  | 1841  |
| ---- | ---- | ---- | ----- | ----- | ----- | ----- | ----- | ----- |
| 320  | 670  | 964  | 1 003 | 1 027 | 1 500 | 1 596 | 1 398 | 1 578 |

| 1843  | 1846  | 1848  | 1851  | 1852  | 1856  | 1857  | 1861  | 1866  |
| ----- | ----- | ----- | ----- | ----- | ----- | ----- | ----- | ----- |
| 1 578 | 1 701 | 1 847 | 1 980 | 1 980 | 2 271 | 2 271 | 2 536 | 3 195 |

| 1870  | 1871  | 1872  | 1875  | 1876  | 1880  | 1881  | 1883  | 1885  |
| ----- | ----- | ----- | ----- | ----- | ----- | ----- | ----- | ----- |
| 3 095 | 3 084 | 3 084 | 3 409 | 3 409 | 3 723 | 3 723 | 4 000 | 5 013 |

| 1886  | 1890  | 1891  | 1895  | 1896  | 1900  | 1901  | 1905  | 1906  |
| ----- | ----- | ----- | ----- | ----- | ----- | ----- | ----- | ----- |
| 5 013 | 5 441 | 5 441 | 6 322 | 6 322 | 8 792 | 8 792 | 9 425 | 9 425 |

| 1910  | 1911  | 1921  | 1926   | 1931   | 1936   | 1946   | 1954   | 1962   |
| ----- | ----- | ----- | ------ | ------ | ------ | ------ | ------ | ------ |
| 9 555 | 9 555 | 9 199 | 10 397 | 12 276 | 11 067 | 10 163 | 10 707 | 15 146 |

| 1968   | 1975   | 1982   | 1990  | 1999  | 2005  | 2006  | 2010  | 2015  |
| ------ | ------ | ------ | ----- | ----- | ----- | ----- | ----- | ----- |
| 14 568 | 12 523 | 10 287 | 9 203 | 8 994 | 8 325 | 8 264 | 7 939 | 7 766 |

| 2020  | 2022  | - | - | - | - | - | - | - |
| ----- | ----- | - | - | - | - | - | - | - |
| 7 349 | 7 320 | - | - | - | - | - | - | - |

## Culture locale et patrimoine

### Lieux et monuments

#### Édifices civils

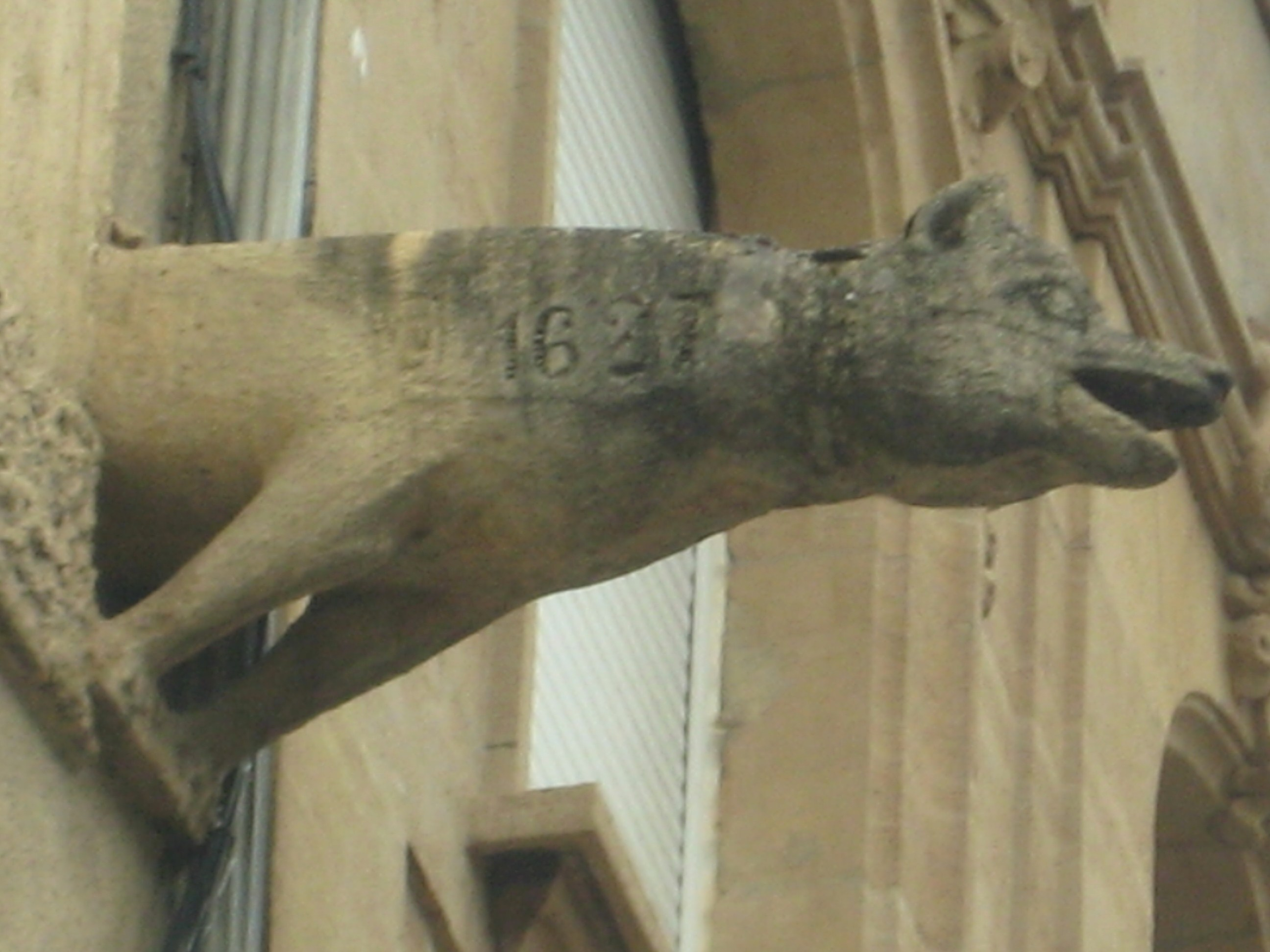
Loup en saillie, rue de la Taye.

- Loup sculpté en saillie d’une façade de la rue de la Taye, à l’endroit où le dernier loup a été tué en 1627.
- Château de Moyeuvre, des seigneurs de Bettainvillers, bâti en 1598 par Louis Pierron de Bettainvillers et achevé en 1616, comme l’indique le frontispice du portail, restauré XIXe siècle ; croisées Renaissance, cheminées XVIIe siècle, chapelle castrale.
- Tour des anciennes fortifications rue Foch, cachée par les habitations.
- Moulin de Frapouille.
- Cités ouvrières, XIXe et XXe siècles.
- Logement ouvrier à Froidcul : de la cité minière du début du XXe siècle, « Castors » et « plans-courants » des années 1950, les HLM des années 1960 partiellement détruites.
- Hôpital Saint-Maurice.
- Cimetière israélite, route de Jœuf, construit en 1912.
- Ancien cimetière protestant, rue Clemenceau, détruit pour faire place à une école.

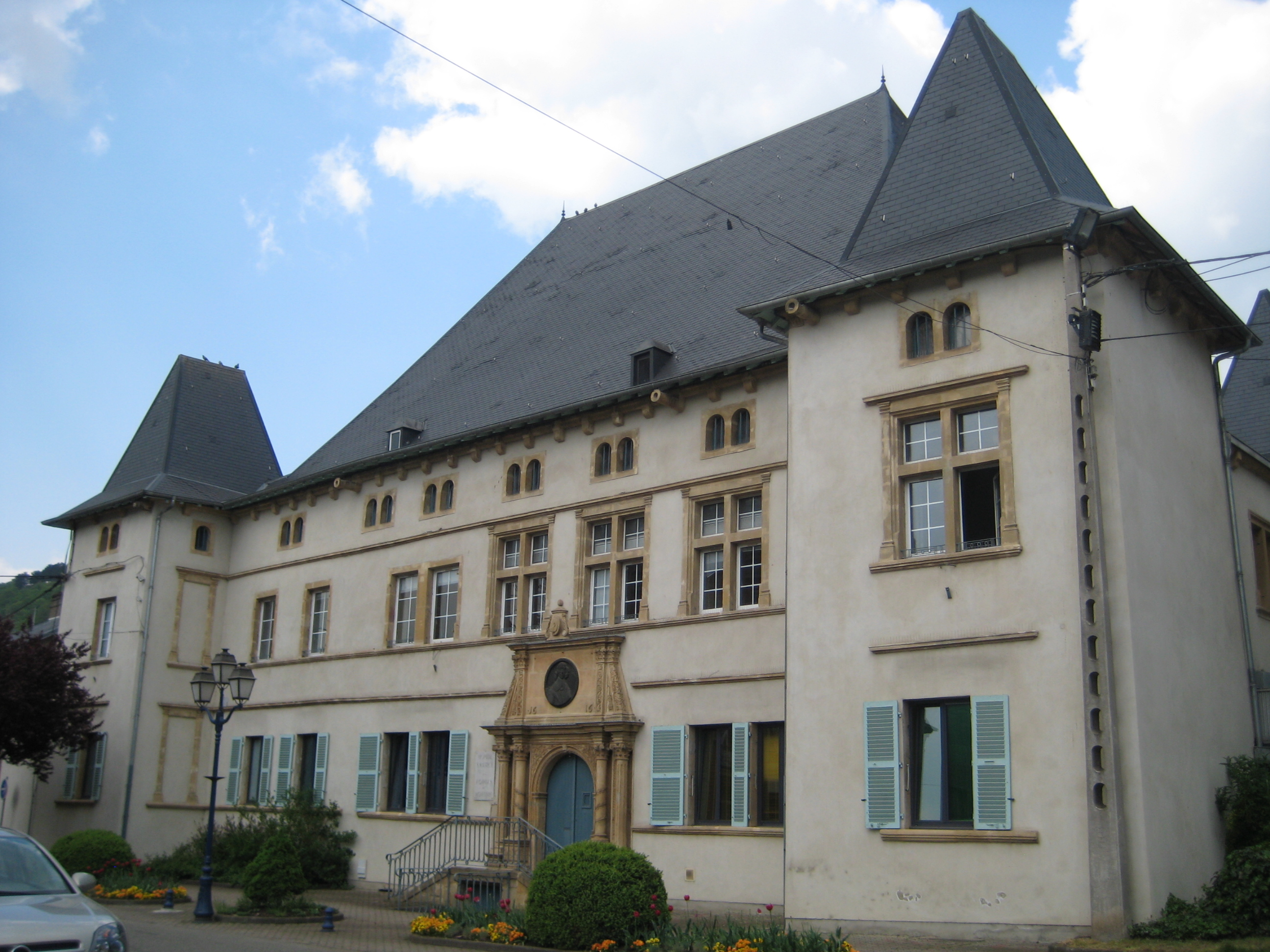
Château des seigneurs de Bettainvillers.
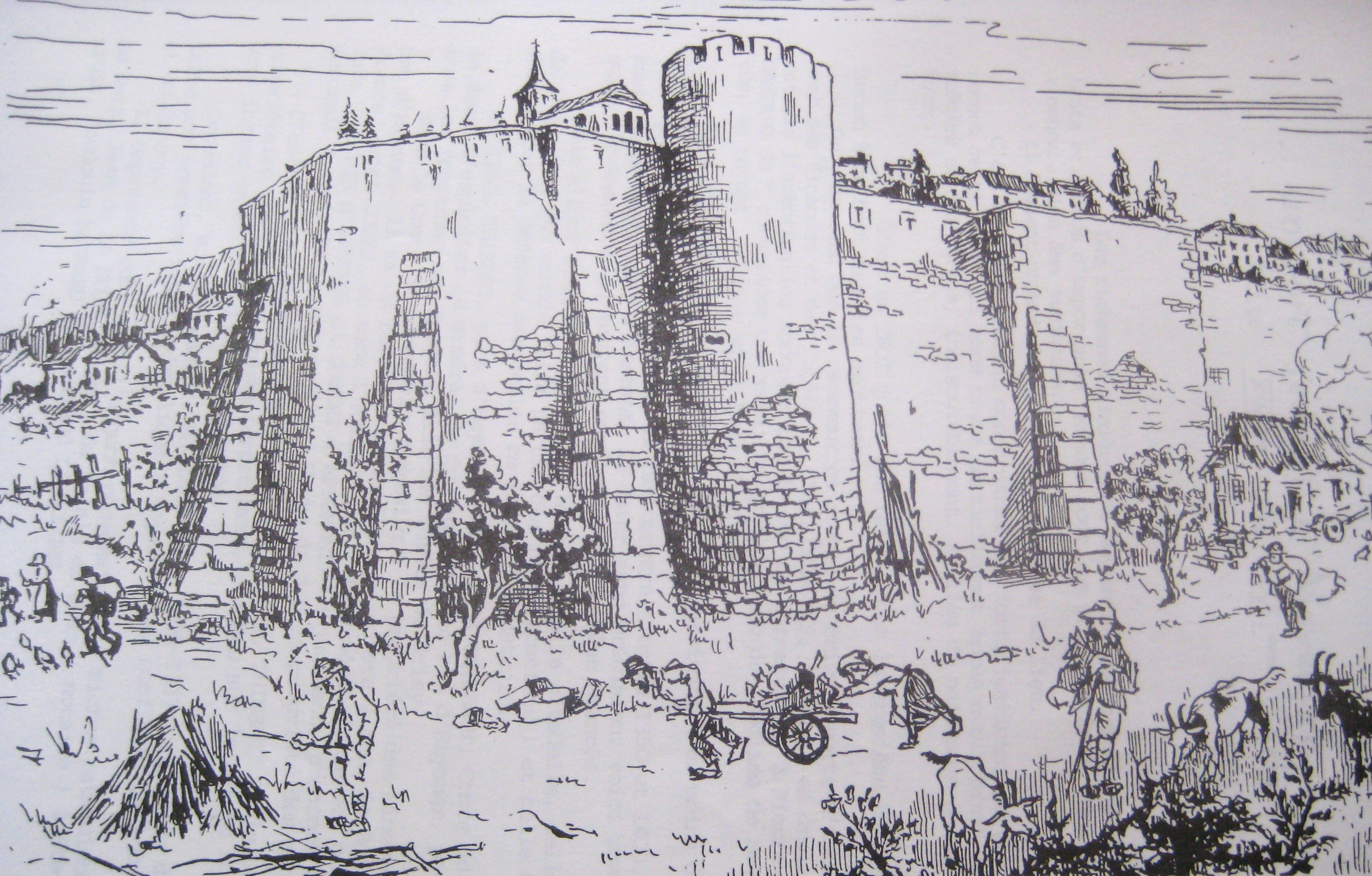
Gravure des anciennes fortifications de Moyeuvre.
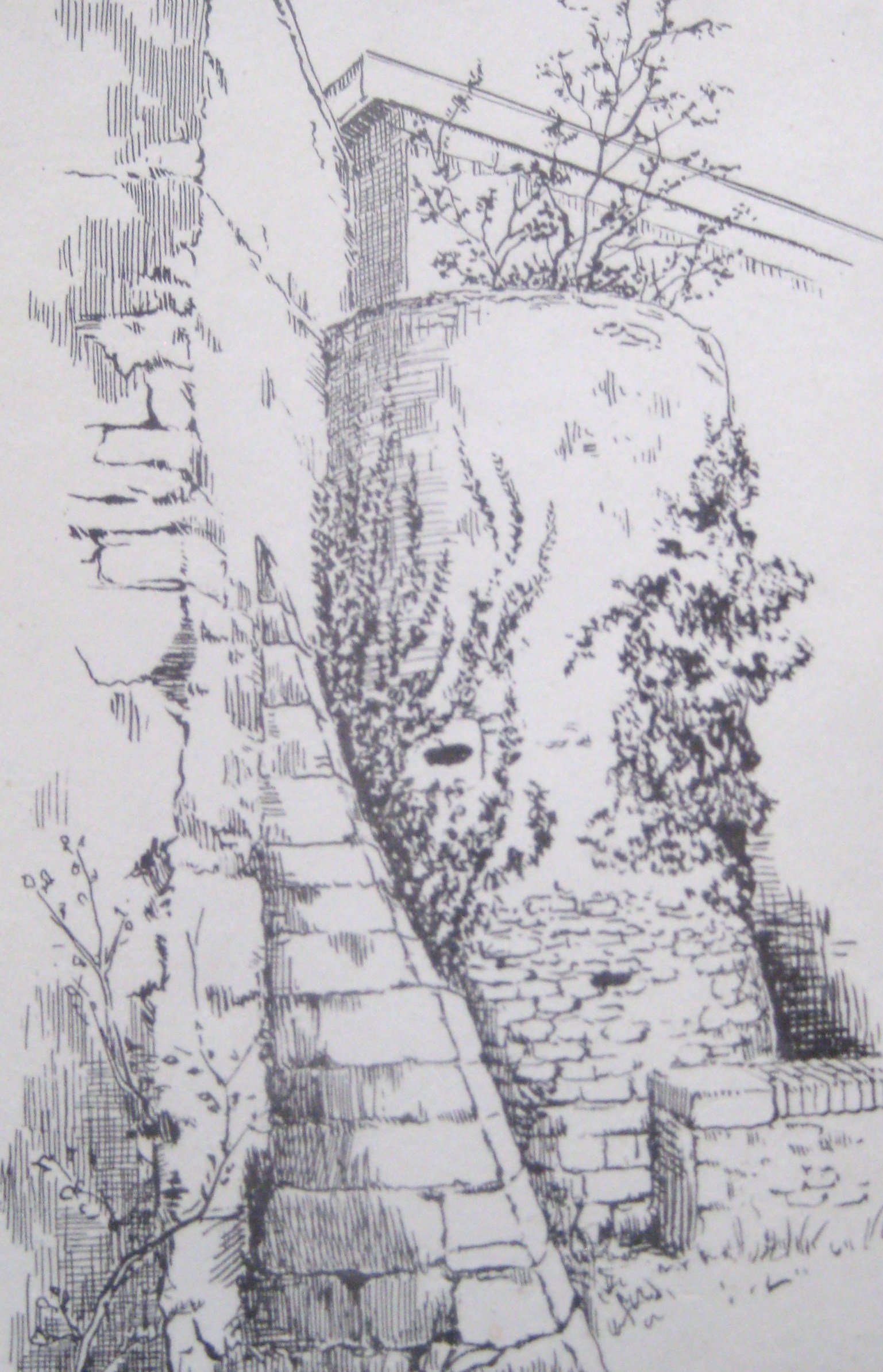
Gravure d'une tour médiévale des anciennes fortifications.
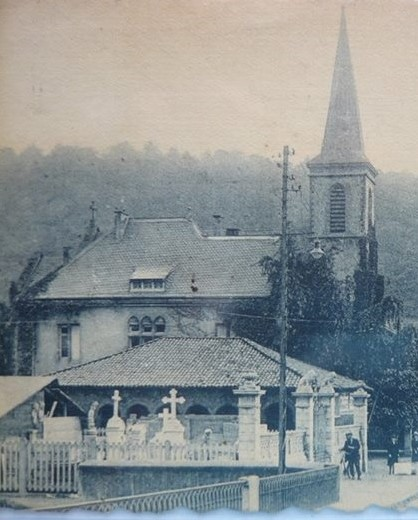
Ancien cimetière protestant.
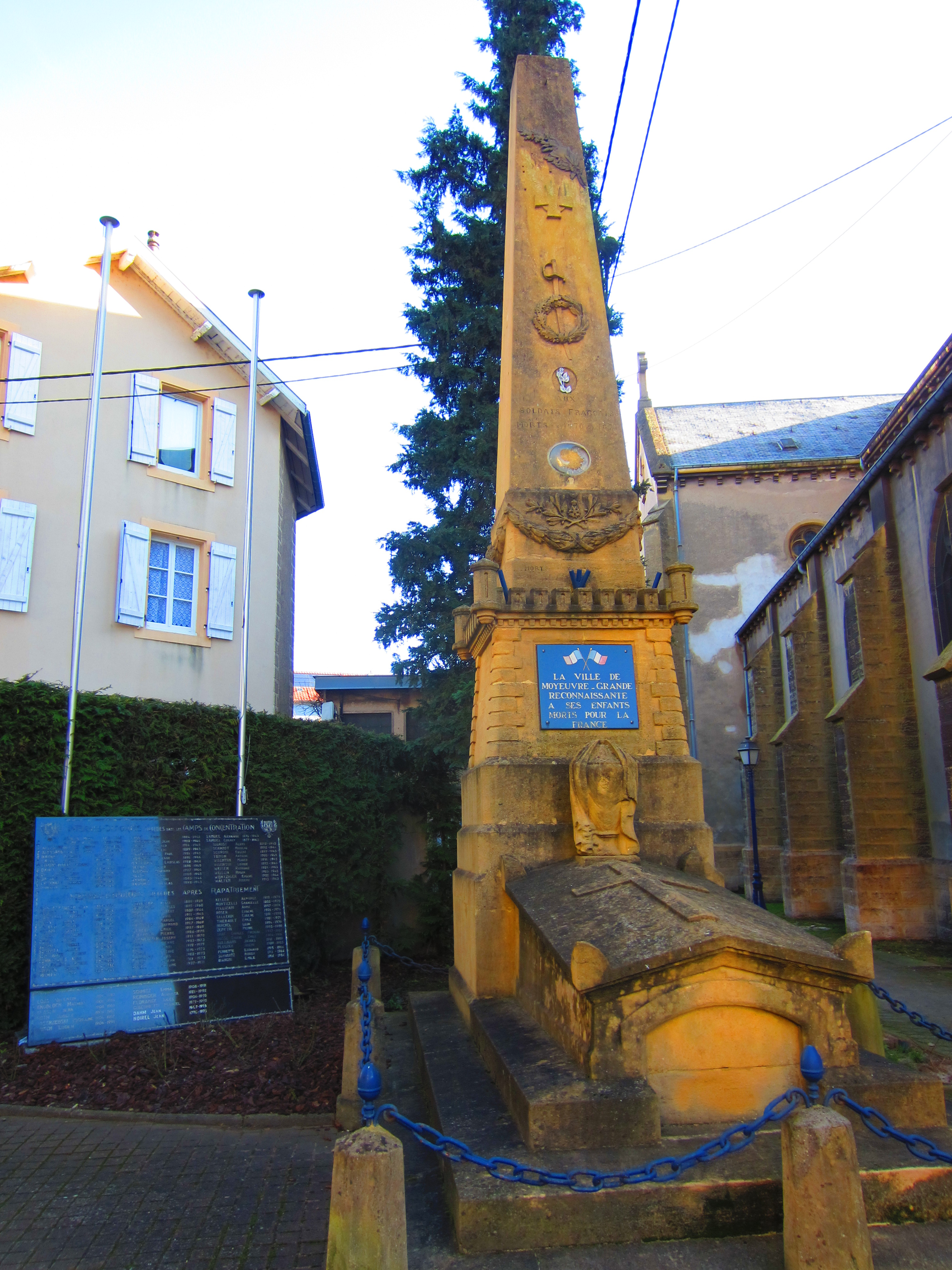
Monument aux morts français.
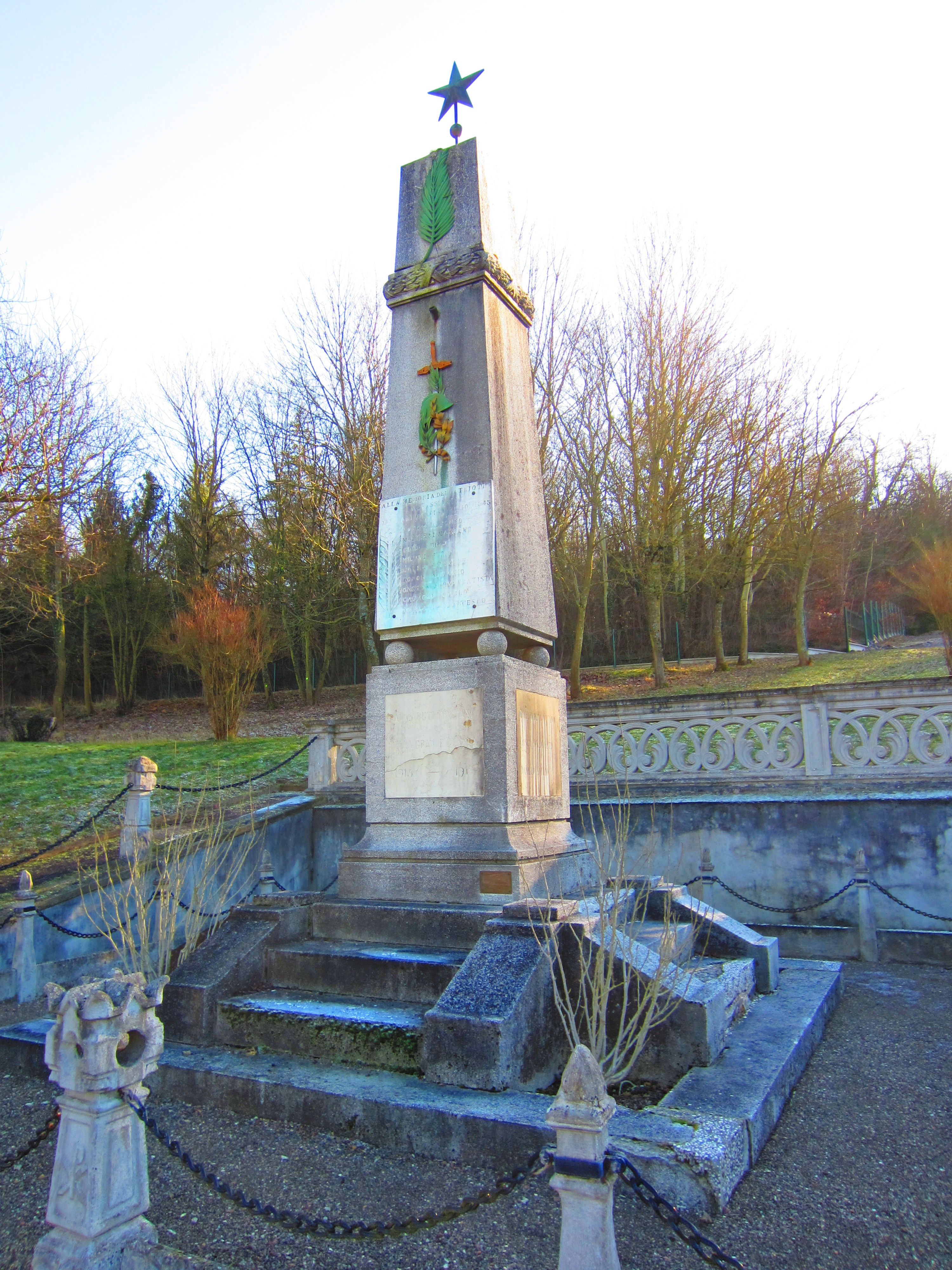
Monument aux morts italiens.

#### Édifices religieux
- Église néogothique Saint-Gorgon. Première pierre posée le 18 avril 1886, inauguration le 17 septembre 1887 : son christ de pitié du XVIe siècle.
- Temple protestant réformé, rue Clemenceau. Première pierre posée le 25 août 1895, inauguration le 16 mai 1897.
- Ancienne église de 1752, construite sur l’ancienne en bois, actuellement école du centre rue Foch.
- Chapelle de Sainte-Ségolène de Froidcul, inauguration le 6 avril 1930.
- Chapelle Marie-Reine-de-l'Univers du Tréhémont.
- Ancienne chapelle des Italiens rue Fabert.
- Chapelle de cimetière.
- Croix de chemin des XVIIe et XVIIIe siècles.

Lieux de culte
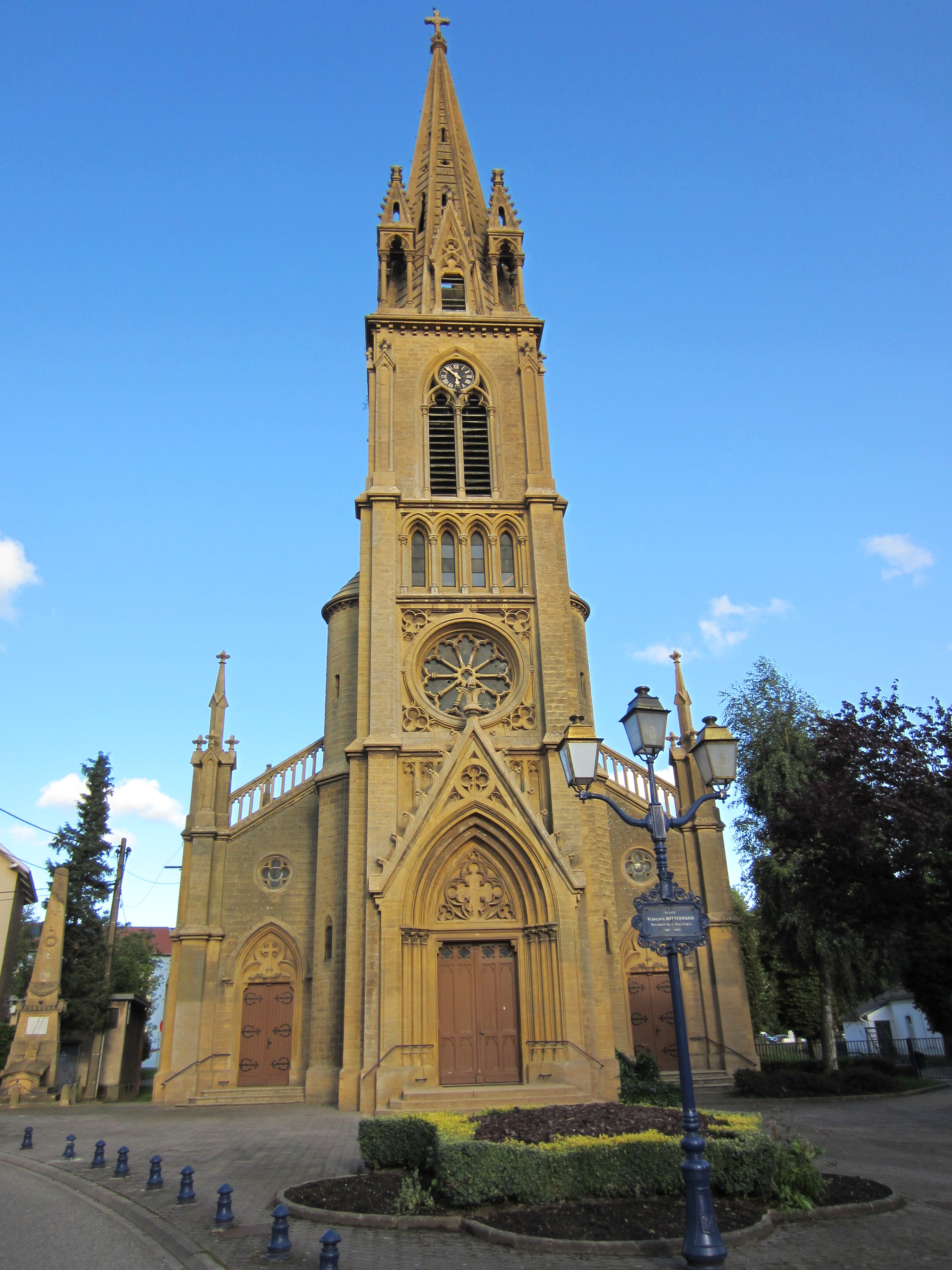
Église Saint-Gorgon.
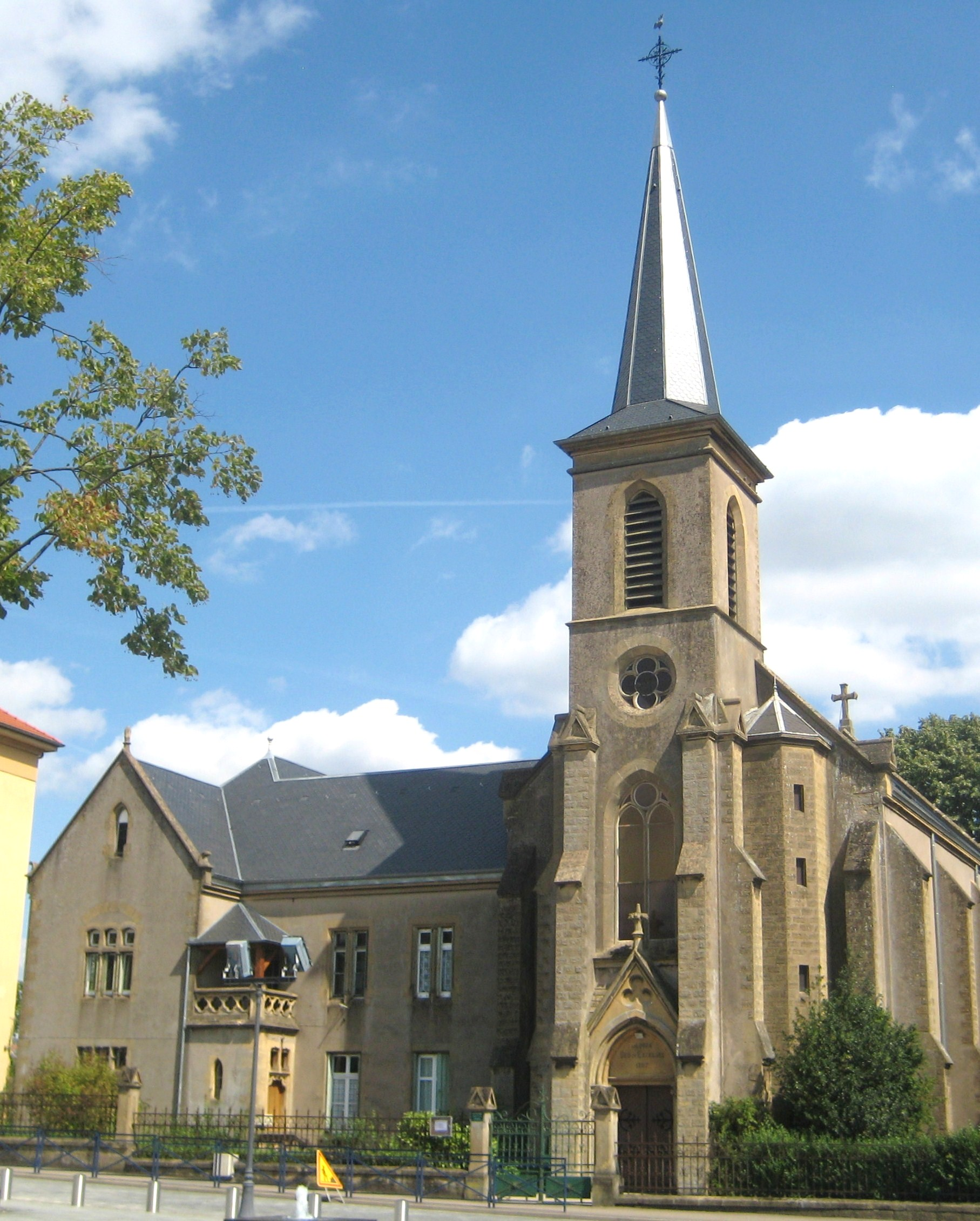
Temple protestant réformé.
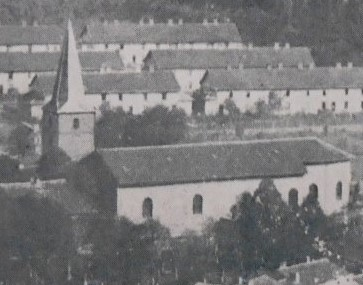
Ancienne église de 1752 avec clocher.
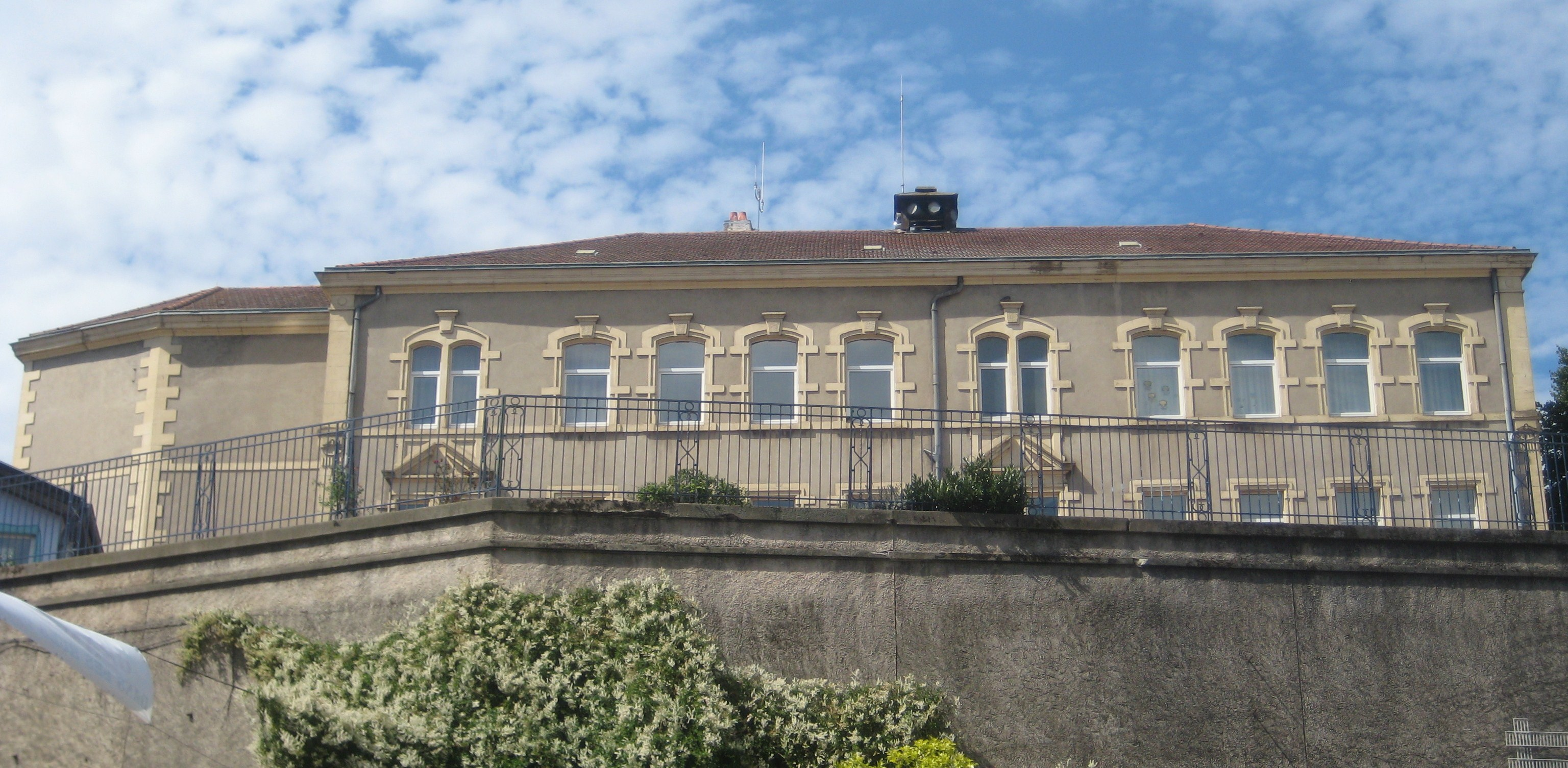
Ancienne église de 1752 sans clocher.
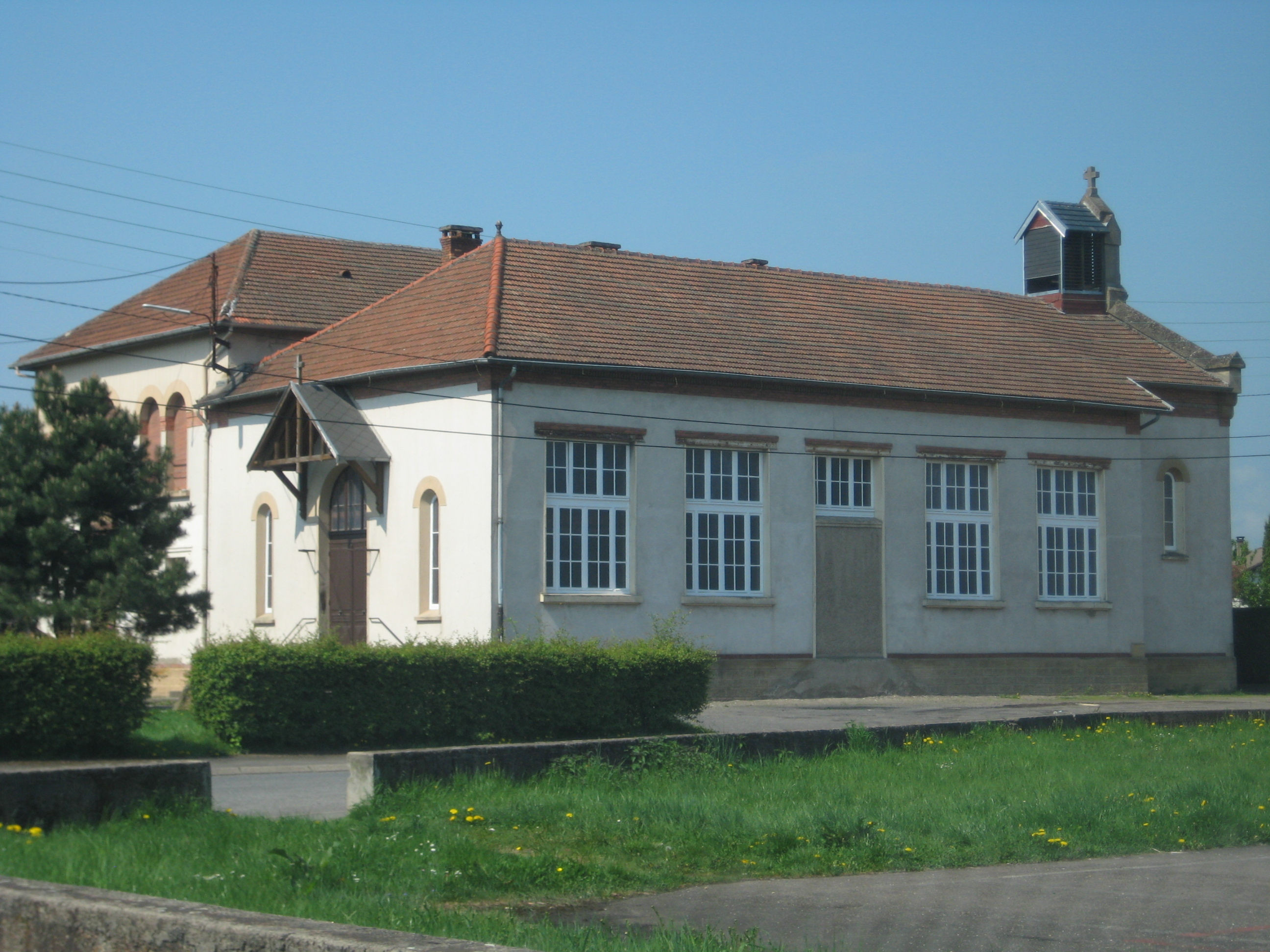
Chapelle Sainte-Ségolène de Froidcul.
Chapelle Marie-Reine-de-l'Univers du Tréhemont.
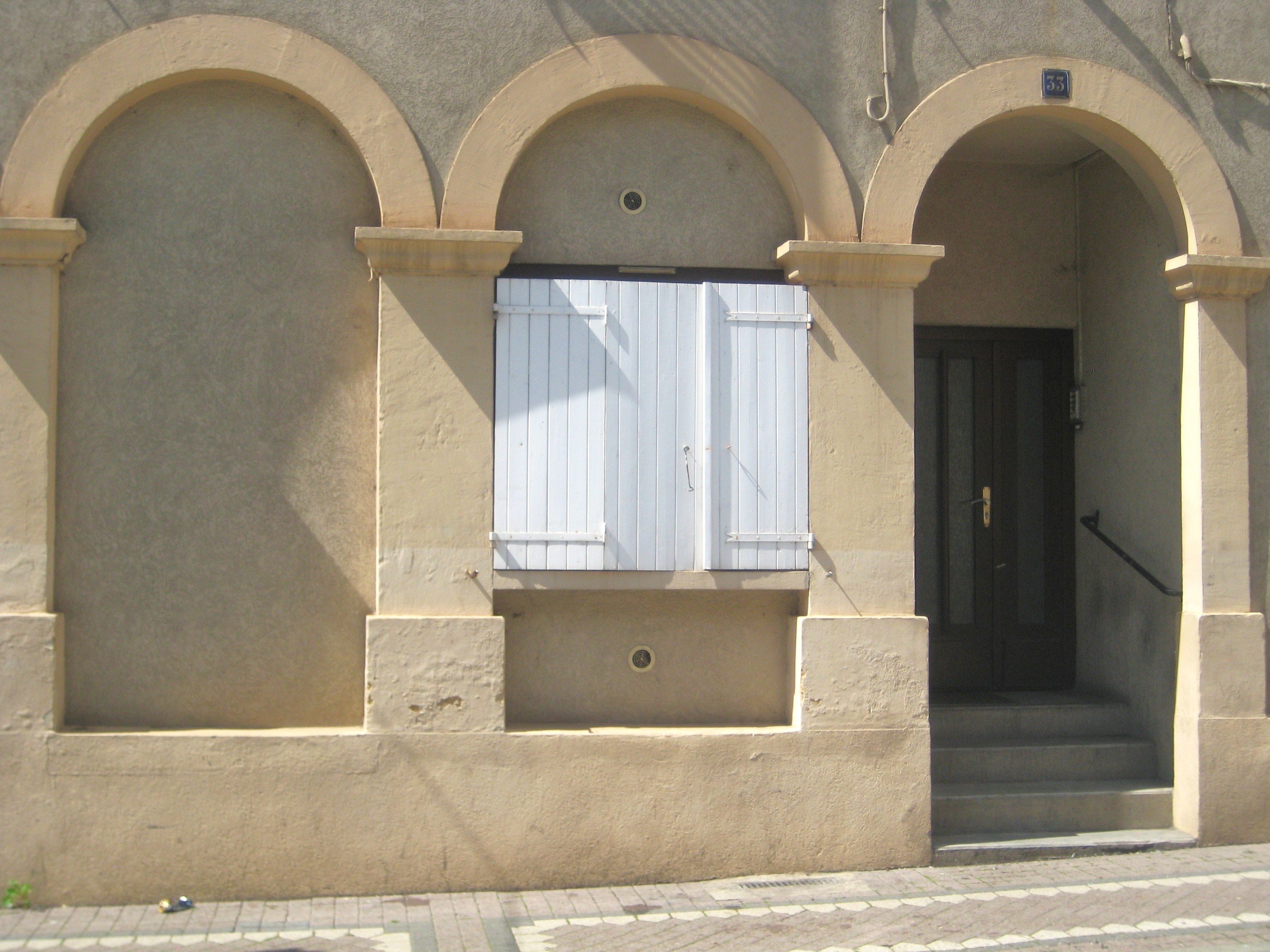
Ancienne chapelle des Italiens.
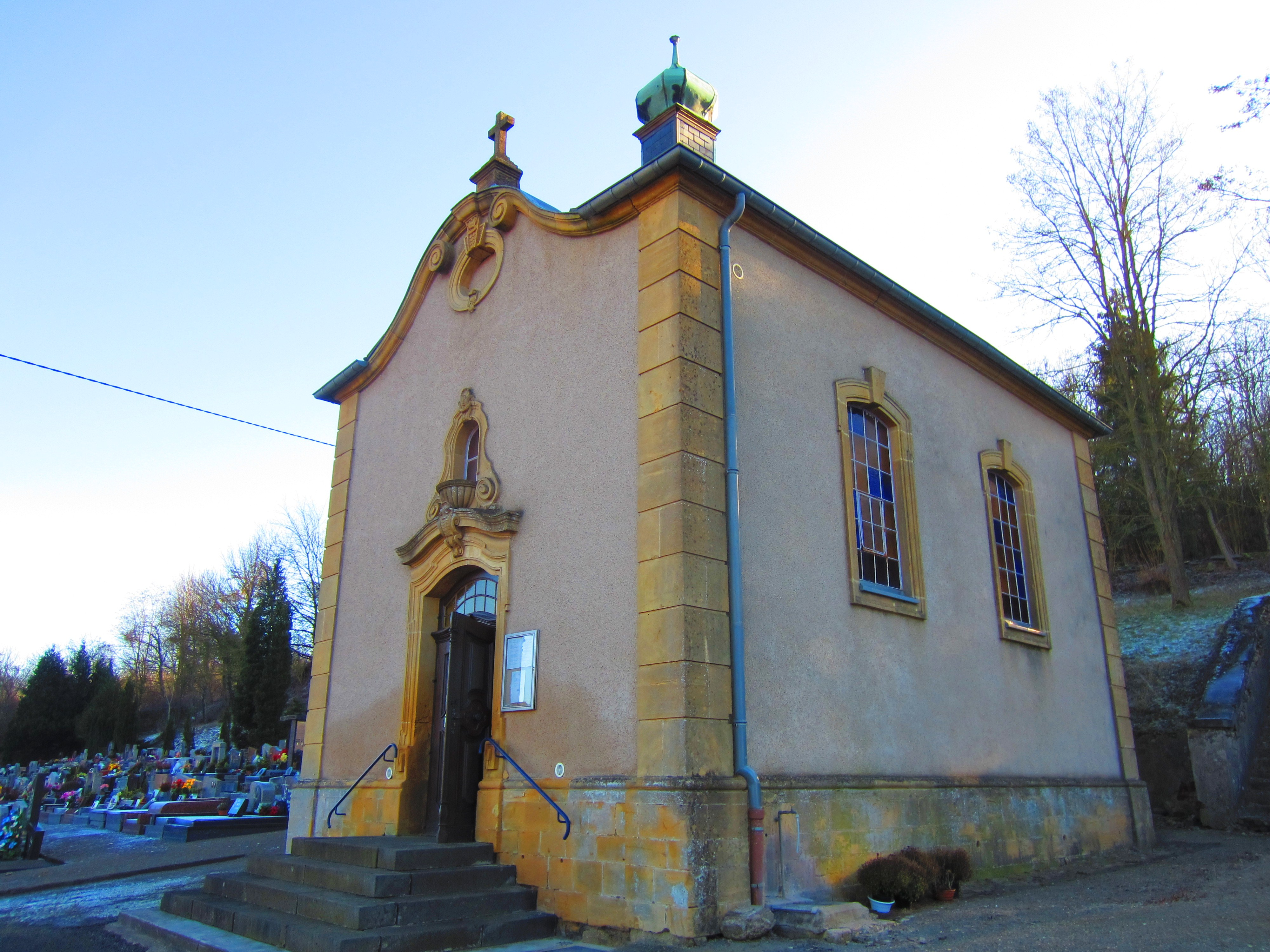
Chapelle du cimetière.

### Histoire du château
Vers 1560, la famille Pierron de Bettainvillers s’était rendue acquéreur de l’une des deux seigneuries de Moyeuvre, celle de la Grande Cour détenue par l’abbaye Saint-Symphorien de Metz, en même temps qu’elle devenait amodiatrice de la forge ducale de Moyeuvre fondée au début du XIVe siècle par Édouard Ier de Bar.
C’est sans doute à partir de 1598 que Jean Pierron de Bettainvillers fit construire le château, pour servir de siège à la seigneurie, avec son fils Louis qui s’y installa dès 1599, au moment de son mariage avec Marguerite François, fille de Simon François, seigneur d’Auboué et de Saulcy. Le château ne fut vraisemblablement terminé qu’en 1616, selon la date inscrite sur le fronton de la porte. À la mort de Louis de Bettainvillers en 1644, le château passa à son fils Jean, puis en 1685 à son petit-fils Gury-Dieudonné.
La fille de ce dernier, Anne-Dorothée de Bettainvillers de Mensberg, qui avait épousé en 1711 Claude-Alexandre de Pons, marquis de Rennepont, séjourna au château jusque vers 1730, puis la famille quitta Moyeuvre pour Roches-sur-Rognon (Haute-Marne) aujourd’hui Roches-Bettaincourt, héritage paternel du marquis de Rennepont.
Le château fut loué de 1733 à 1805. Dès 1740 c’est la famille Cochard de Moyeuvre qui en devenait fermier. En 1805, les frères Cochard s’en rendirent acquéreurs et le possédèrent jusqu’en 1873, date à laquelle la partie Ouest du château fut vendue à la société de Wendel qui y installa en 1884 une infirmerie, avant de pouvoir racheter en 1904 la totalité du bâtiment pour le transformer en 1907 en hôpital de ses forges et mines de Moyeuvre.

### Personnalités liées à la commune

#### Personnalités nées dans la commune
- Nikolaus Selzner (1899-1944), député allemand.
- Anne-Marie Schell (1912-1975), députée française de 1947 à 1951, maire de 1945 à 1947.
- César Depietri (1921-2018) député français en 1967, maire de 1959 à 1983.
- Armand Scholtès (1935-2023), peintre et dessinateur.
- Bolec Kocik (1938-1993), footballeur et entraîneur de football français.
- René Drouin (né en 1943) député français de 1981 à 1993, maire de 1983 à 2020.
- Mireille Guiliano (née en 1946), autrice franco-américain.
- André Paoli (né en 1947), athlète français.
- Françoise de Panafieu (née en 1948), femme politique et ancien ministre.
- Jean-Louis Trévisse (1949-1998), peintre et sculpteur.
- Gérard Streiff (né en 1949), journaliste et écrivain français.
- Humbert Furgoni (né en 1951), président de la Fédération française de boxe.
- Jean-Maurice de Montremy (né en 1952), journaliste, écrivain et éditeur.
- Pascal Perrineau (né en 1950), politologue et professeur à l'Institut d'études politiques de Paris.
- Denis Robert (né en 1958), journaliste et écrivain français.
- Jean-Luc Deganis (né en 1959), joueur de basket-ball.
- Hugues Occansey (né en 1966), basketteur et entraîneur de basket français.
- Pierre Siankowski (né en 1976), journaliste français.

#### Autres
André Ima (1913-1969), compagnon de la Libération, n’y est pas né, mais y a travaillé et y est mort.

### Héraldique
| Blason de Moyeuvre-Grande | Blason  | Écartelé en sautoir au 1 d'or à la rose de gueules surmontée d'une clef de même, aux 2 et 3 d'azur à un bar d'or, celui de senestre contourné, au 4 d'or au mont de sable enflammé de gueules naissant d'une rivière ondée d'azur. |
| Blason de Moyeuvre-Grande | Détails | Création : Commission héraldique de la Moselle (adopté le 27 octobre 1949). |